# Histoire de l'Élam
 (novembre 2022).
Si vous disposez d'ouvrages ou d'articles de référence ou si vous connaissez des sites web de qualité traitant du thème abordé ici, merci de compléter l'article en donnant les références utiles à sa vérifiabilité et en les liant à la section « Notes et références ».
Sauf précision contraire, les dates de cet article sont sous-entendues « avant l'ère commune » (AEC), c'est-à-dire « avant Jésus-Christ ».

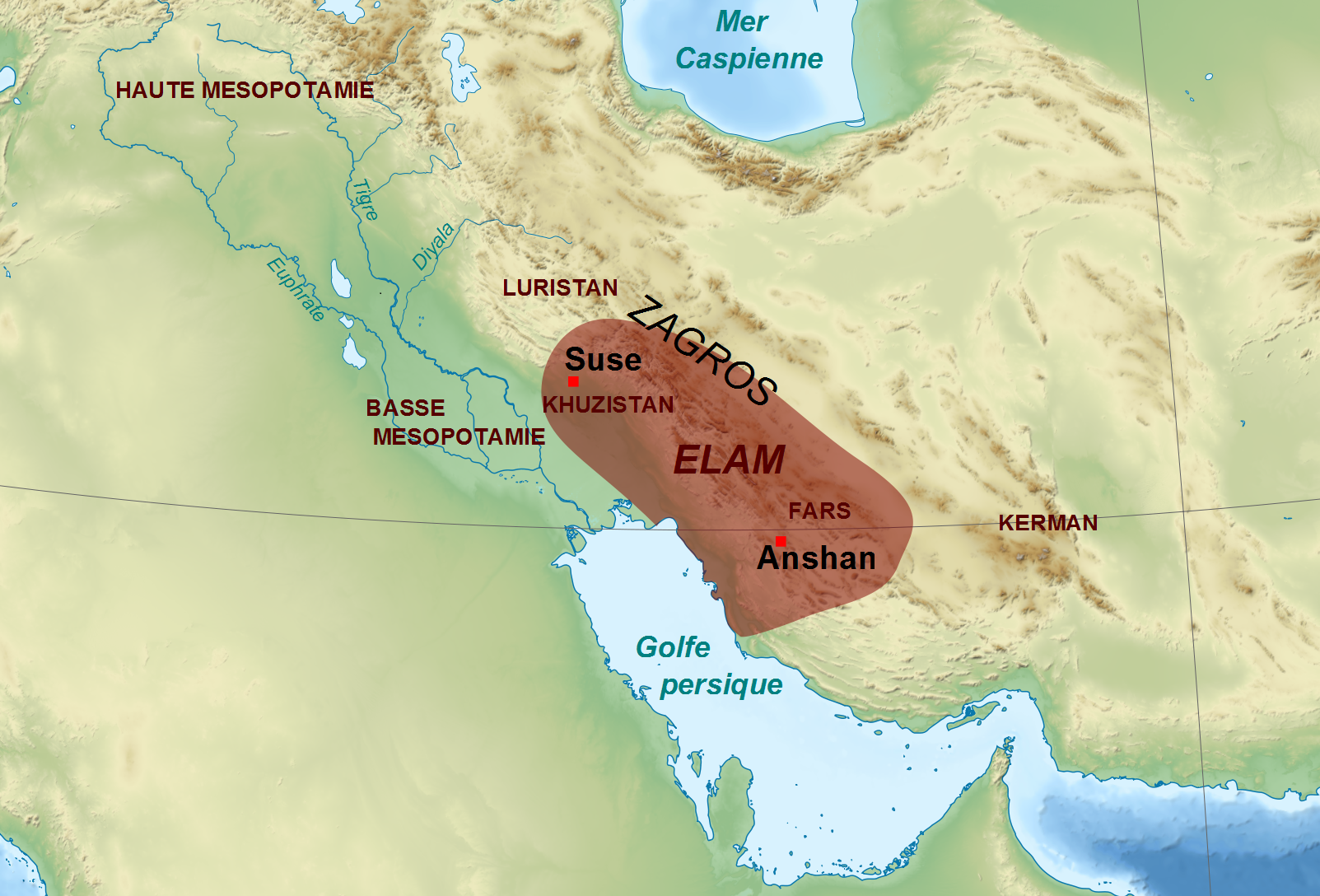
Localisation de l'Élam (limites approximatives).

L'histoire de l'Élam, région antique située dans le sud-ouest de l'actuel Iran, couvre environ trois millénaires, d'environ 3000 av. J.-C. à 200 ap. J.-C. Il s'agit donc d'une civilisation historique majeure du Proche-Orient ancien, voisine directe de la Mésopotamie avec qui elle a entretenu durant ces dizaines de siècles des rapports tantôt pacifiques, tantôt violents. L'Élam était peuplé par un groupe dit « élamite », parlant une langue connue par des textes en cunéiforme qui est un isolat linguistique, mais comprenait également dans sa partie occidentale des éléments parlant l'akkadien de Mésopotamie. Durant son histoire, cette région a été dominée par plusieurs royaumes, certains réussissant à établir une hégémonie sur tout l'Élam voire à dominer des régions voisines, tandis que d'autres périodes sont marquées par une fragmentation politique. On ne peut donc pas parler d'un royaume élamite en continu, même s'il y a des transmissions entre les différents royaumes élamites.
La reconstitution de l'histoire élamite pose problème car il y a peu de sources provenant de régions élamites. De plus, ces dernières ont essentiellement été exhumées sur le site de Suse, qui est l'une des anciennes capitales élamites mais a la particularité de se trouver dans une région en contact direct avec la Mésopotamie et donc très influencée par cette dernière (ainsi la documentation écrite y est surtout en akkadien), tandis que les régions qui semblent être le plus « élamitisées » sont situées plus à l'est vers le pays montagnard d'Anshan (qui correspond en gros à l'actuel Fars), moins bien documenté. Du reste, la majorité de nos sources écrites sur des événements militaires relatifs à l'Élam viennent de royaumes mésopotamiens et ne nous documentent que les conflits entre ces deux régions, ce qui fait qu'on ignore tout des conquêtes que des rois élamites ont pu effectuer vers des régions du plateau iranien. La documentation susienne, constituée de beaucoup d'inscriptions royales commémorant surtout des constructions de bâtiments religieux, ainsi que de tablettes d'actes de la pratique mal datées que quelques périodes isolées, est l'objet de nombreuses discussions, et des incertitudes pèsent sur certaines successions dynastiques. La civilisation élamite émerge vers 2500 avant notre ère, ce qui la classe parmi les plus anciennes civilisations humaines, aux côtés de la Mésopotamie, de l'Égypte antique et de la civilisation de la vallée de l'Indus. Elle inaugure l'histoire de l'Iran. 
L'histoire de l'Élam est couramment divisée en trois phases de durées variables, elles-mêmes divisées en plusieurs parties :
- la période paléo-élamite, d'environ 2500 à 1500 av. J.-C. ;
- la période médio-élamite, d'environ 1500 à 1100 av. J.-C. ;
- la période néo-élamite, d'environ 1100 à 539 av. J.-C.

Un aperçu de l'histoire élamite serait cependant incomplet si on omettait les antécédents proto-historiques des royaumes élamites connus par l'archéologie, notamment le phénomène dit « proto-élamite », ainsi que les continuités possibles de l'entité politique élamite dans la seconde moitié du Ier millénaire av. J.-C.
Comme souvent pour les civilisations de la Haute Antiquité, la chronologie est mal établie. Avant le VIIIe siècle av. J.-C., les dates ne sont pas assurées, notamment pour les dates précédant 1500 av. J.-C. Pour les dates antérieures à ce moment, on suit ici la chronologie dite « moyenne », la plus couramment rencontrée, en sachant que l'alternative est la chronologie « basse » qui abaisse les dates d'environ soixante ans à un siècle.

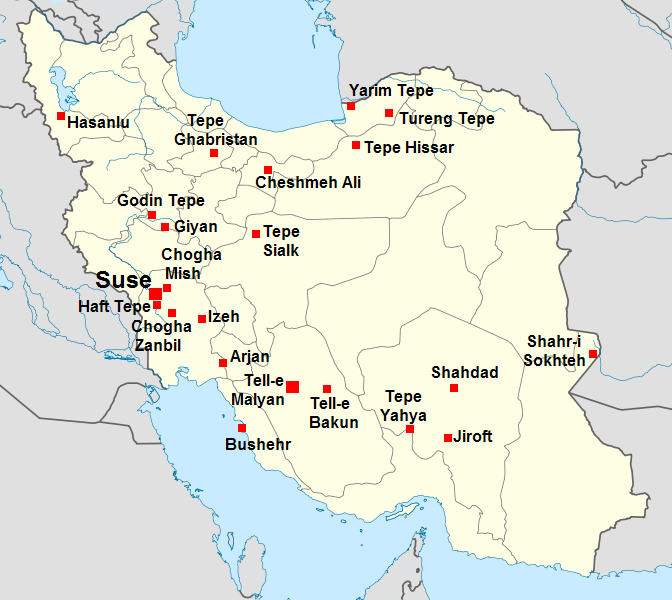
Localisation des principaux sites archéologiques de l'Élam et de l'Iran antique.

## Les antécédents
Bien que le terme « Élam » n'apparaisse dans notre documentation écrite qu'à partir du IIIe millénaire av. J.-C., les découvertes archéologiques effectuées sur différents sites du sud-ouest iranien pour la fin de la période protohistorique (du début du IVe millénaire au début du IIIe millénaire) ont montré que l'on peut dater de cette époque l'apparition des premiers États dans la région. L'influence de la Mésopotamie voisine joue un rôle dans ces évolutions, mais il reste à en déterminer la nature et l'intensité exactes, qui varient selon les siècles. En l'état actuel des choses il reste impossible de dire si ces premières expériences étatiques ont impliqué des Élamites, et ce même si on parle d'une phase « proto-élamite ». Beaucoup de chercheurs ont néanmoins été tentés de mettre en avant les ressemblances entre cette période et celle de l'Élam historique.

### Les origines de l'État dans le sud-ouest iranien
Le IVe millénaire est une période marquée par de grands changements sociaux perceptibles dans plusieurs régions du sud-ouest iranien, avant tout la Susiane. On remarque un processus de complexification de la société parallèle à celui que l'on observe en Basse Mésopotamie durant les mêmes siècles, qui constituent la période d'Uruk, mais en moins spectaculaire. La première période d'occupation de Suse, dite « Suse I » (c. 4000-3700), est marquée par l'apparition d'une architecture monumentale avec une « haute terrasse » située sur l'acropole de ce site. Certaines des empreintes de sceaux de cette période représentent un personnage que P. Amiet a qualifié de « proto-royal ».
La période suivante, « Suse II » (c. 3700-3300), voit la Susiane s'ouvrir à l'influence de la Basse Mésopotamie « urukéenne », qui se repère dans l'adoption du sceau-cylindre et de systèmes de comptabilité (bulles à jetons) puis finalement des premiers exemples de tablettes portant des signes de l'écriture originaire de Basse Mésopotamie, qui sont de nature comptable. On est donc en présence d'une société disposant de structures économiques et politiques plus complexes, nécessitant des outils administratifs plus élaborés. De tels phénomène s'observent sur l'autre site majeur de la région, Chogha Mish. Sur la période, l'habitat de la Susiane devient plus dense, la statuaire et la métallurgie du cuivre se développent. La glyptique de cette période est notamment marquée par la figure que P. Amiet appelle « roi-prêtre », qui représenterait un personnage royal. On peut considérer qu'à cette période la Susiane est dominée par un État. Reste à savoir quelle est la nature de l'influence mésopotamienne : une émulation culturelle progressive, ou bien une domination politique directe comme on en connaît pour le millénaire suivant.?
Plus loin à l'est dans les régions montagnardes du Fars, les évolutions sont bien moins marquées et l'influence mésopotamienne est très limitée voire absente, même si on repère des changements à Tell-i Bakun où on a retrouvé les traces d'une métallurgie du cuivre et des impressions de sceaux attestant de la présence d'un embryon d'administration locale.

### La période proto-élamite

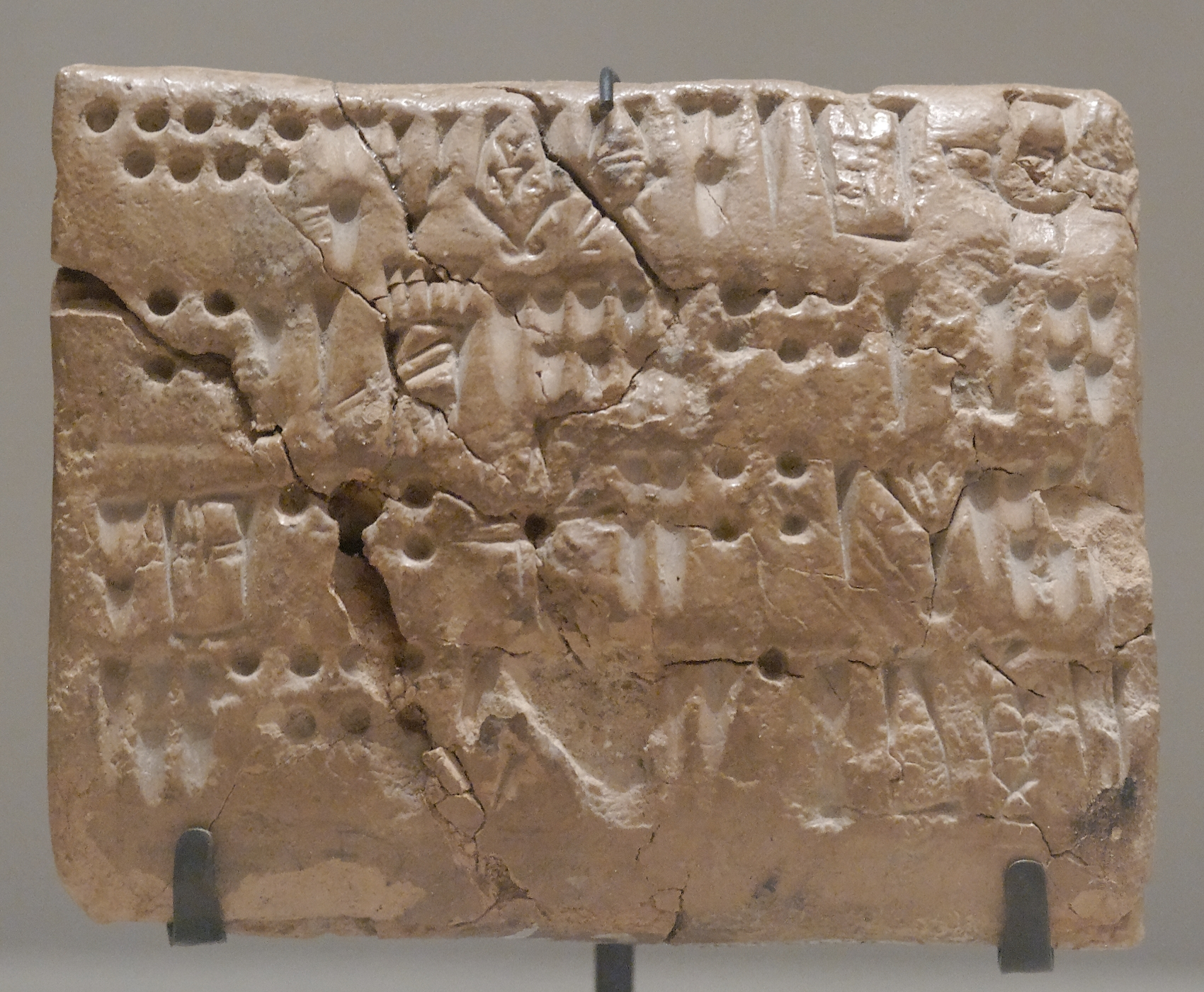
Tablette en écriture proto-élamite provenant de Suse, musée du Louvre.

Le déclin de la civilisation d'Uruk dans le Moyen-Orient des derniers siècles du IVe millénaire est caractérisé par l'émergence de plusieurs cultures régionales qui se construisent en partie à partir de ses héritages. Dans le sud-ouest iranien, c'est la culture dite « proto-élamite », à cause du nom donné par J.-V. Scheil à l'écriture de cette période. Ce choix est motivé par le fait que cette période est couramment vue comme présentant déjà de nombreux traits qui caractérisent l'Élam historique. Mais dans les faits, la documentation disponible ne permet par de déterminer si on peut déjà parler d'un Élam ou d'Élamites. L'écriture proto-élamite, qui se construit sur l'héritage du système d'écriture de la période urukéenne mais avec des signes différents, n'a en effet été que très partiellement déchiffrée. Elle est attestée uniquement par des tablettes comptables et administratives, et on ne sait rien de la langue de ceux qui l'utilisaient.
La période proto-élamite, datée approximativement de 3100 à 2900, est attestée par l'archéologie sur plusieurs sites iraniens, à commencer par les niveaux 16 à 10 de Suse (Période Suse III), Banesh moyen à Tell-e Malyan (Anshan), IV à Tepe Sialk et IV C à Tepe Yahya. Ils présentent un contexte archéologique très proche, qui montre qu'ils formaient à cette période un ensemble culturel relativement homogène. Un autre phénomène notable de cette période est l'expansion de certains marqueurs de la culture proto-élamite en direction du Plateau iranien, en premier lieu des tablettes portant l'écriture proto-élamite que l'on retrouve jusqu'à Shahr-i Sokhteh dans le Seistan. Cela pourrait refléter une expansion commerciale de marchands proto-élamites. Cette culture est en effet généralement considérée comme provenant du pays montagneux d'Anshan, du fait de la croissance du site de Tell-e Malyan à cette période et car la culture matérielle dominante à cette période semble être originaire de cette région. Les régions voisines, notamment la plaine de Suse où les prospections ont mis en évidence un déclin de l'habitat, tomberaient alors sous l'influence ou même la domination des montagnards d'Anshan. Mais cette idée a pu être contestée par D. Potts selon qui Suse reste une cité puissante et prospère à cette période, et est le lieu où l'écriture proto-élamite a été mise au point.

## Les rois d'Awan et leurs voisins

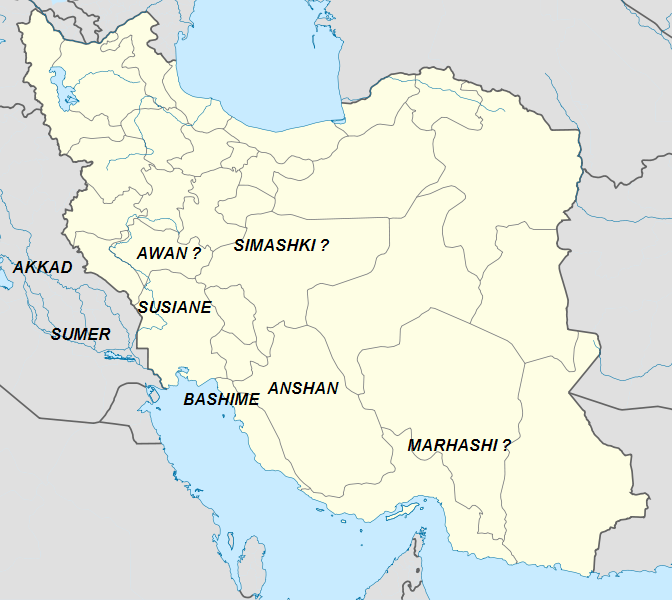
Localisations supposées des principales régions de l'Élam aux IIIe et IIe millénaires av. J.-C.

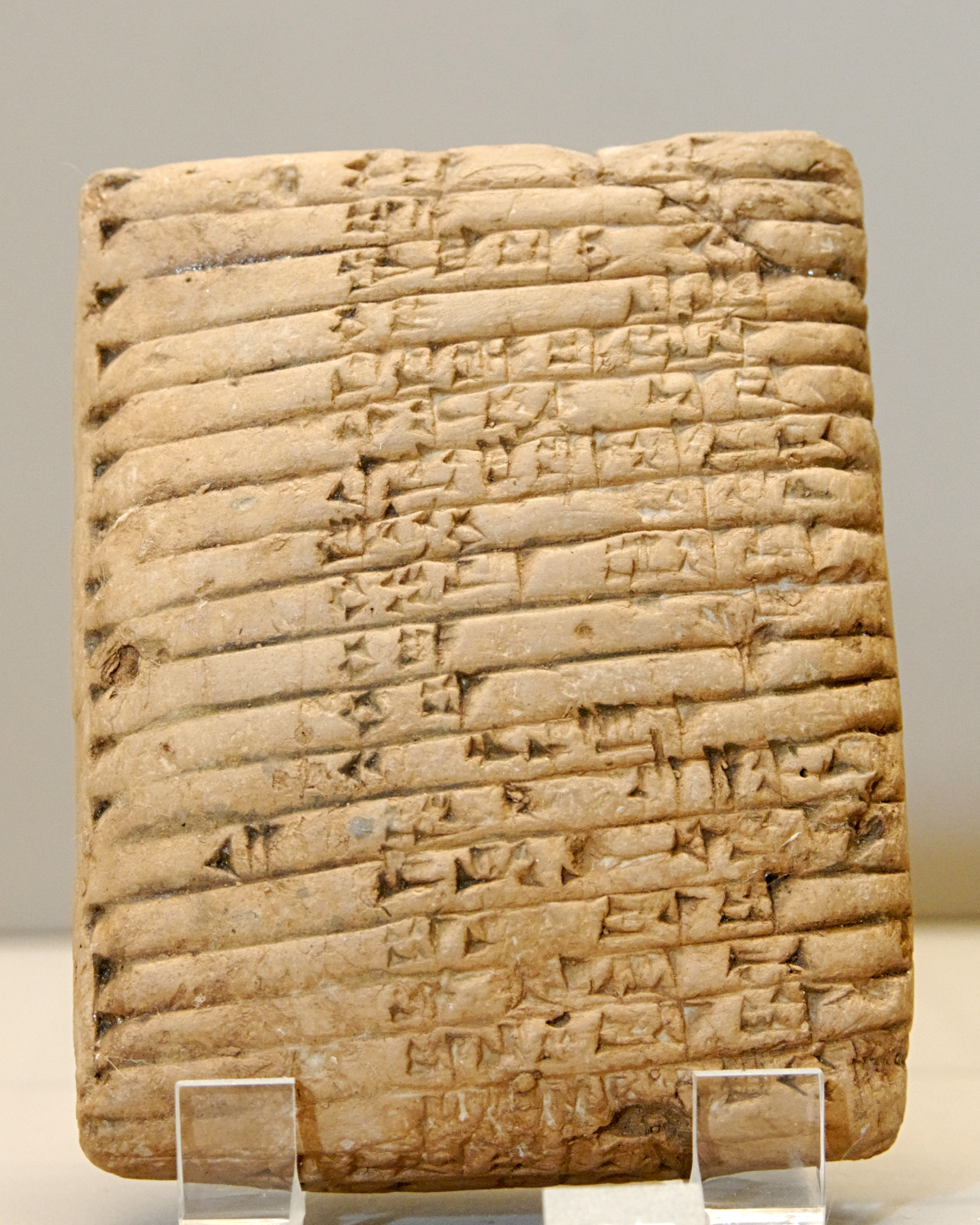
Liste dynastique de rois d'Awan et de Simashki, rédigée vers 1800-1600 av. J.-C., musée du Louvre.

La documentation écrite en provenance de Basse Mésopotamie nous donne des informations sur la situation politique du sud-ouest iranien à partir du milieu du IIIe millénaire, et nous rapporte quelques conflits entre des royaumes mésopotamiens et iraniens. Cela marque le début de la période dite « paléo-élamite » (c. 2500-1500). C'est alors qu'apparaissent alors la dénomination géographique Élam, et des entités politiques mieux déterminées, comme les royaumes d'Awan et de Marhashi, qui sont les principaux royaumes du sud-ouest iranien à cette période. Awan est d'une importance particulière, puisqu'il est considéré aux époques suivantes comme un royaume élamite. Cela se voit dans une tablette retrouvée à Suse contenant sur une face une liste de douze rois formant la dynastie d'Awan, et sur l'autre côté douze rois de la dynastie de Simashki qui lui succède. Cette tablette, sans doute rédigée au début du IIe millénaire sous la dynastie des SUKKAL.MAH (qui succède à son tour à celle de Simashki), cherche à établir la légitimité des souverains d'alors en les plaçant dans la succession de ces prédécesseurs que l'on peut donc considérer comme les deux dynasties fondatrices de la puissance élamite. Les rois d'Awan de la liste royale étant pour la plupart inconnus par ailleurs, et la fiabilité historique de ce texte étant peu assurée, il faut se reporter aux sources mésopotamiennes pour établir une trame de l'évolution politique de l'Élam au IIIe millénaire.

### L'Élam et Awan dans la documentation mésopotamienne archaïque
Dans les textes mésopotamiens, l'idéogramme NIM, qui signifie généralement Élam, apparaît dans plusieurs tablettes dès la fin du IVe millénaire, mais on ne sait pas précisément ce qu'il sert alors à désigner. Nos sources sont plus précises à partir de la période concernant le milieu du IIIe millénaire, la période des dynasties archaïques III. La liste royale sumérienne, texte historiographique rédigé vers la fin du IIIe millénaire, mentionne un conflit entre l'Élam et un roi de Kish, une cité mésopotamienne, et évoque surtout le royaume d'Awan, qui appartient sans doute à l'ensemble élamite et serait situé vers le nord du Khuzistan ou le Lorestan. Il entre plusieurs fois en conflit avec des rois mésopotamiens, et cette Liste royale nous apprend même qu'un de ses souverains aurait dominé la Basse Mésopotamie, mais cela n'est pas vérifiable. L'Élam est également mentionné dans des textes de cette période provenant de la cité sumérienne de Lagash : un souverain de celle-ci, Eannatum, affronte et bat à plusieurs reprises les armées élamites et celles d'autres entités politiques du sud-ouest iranien. Le reste du temps, Lagash entretien des relations commerciales avec les régions élamites. On retrouve donc déjà les constantes qui régissent les relations entre l'Élam et la Basse Mésopotamie : des conflits ponctuels, et des échanges motivés avant tout par les besoins en matières premières des royaumes mésopotamiens.

### Les rois d'Akkad en Iran

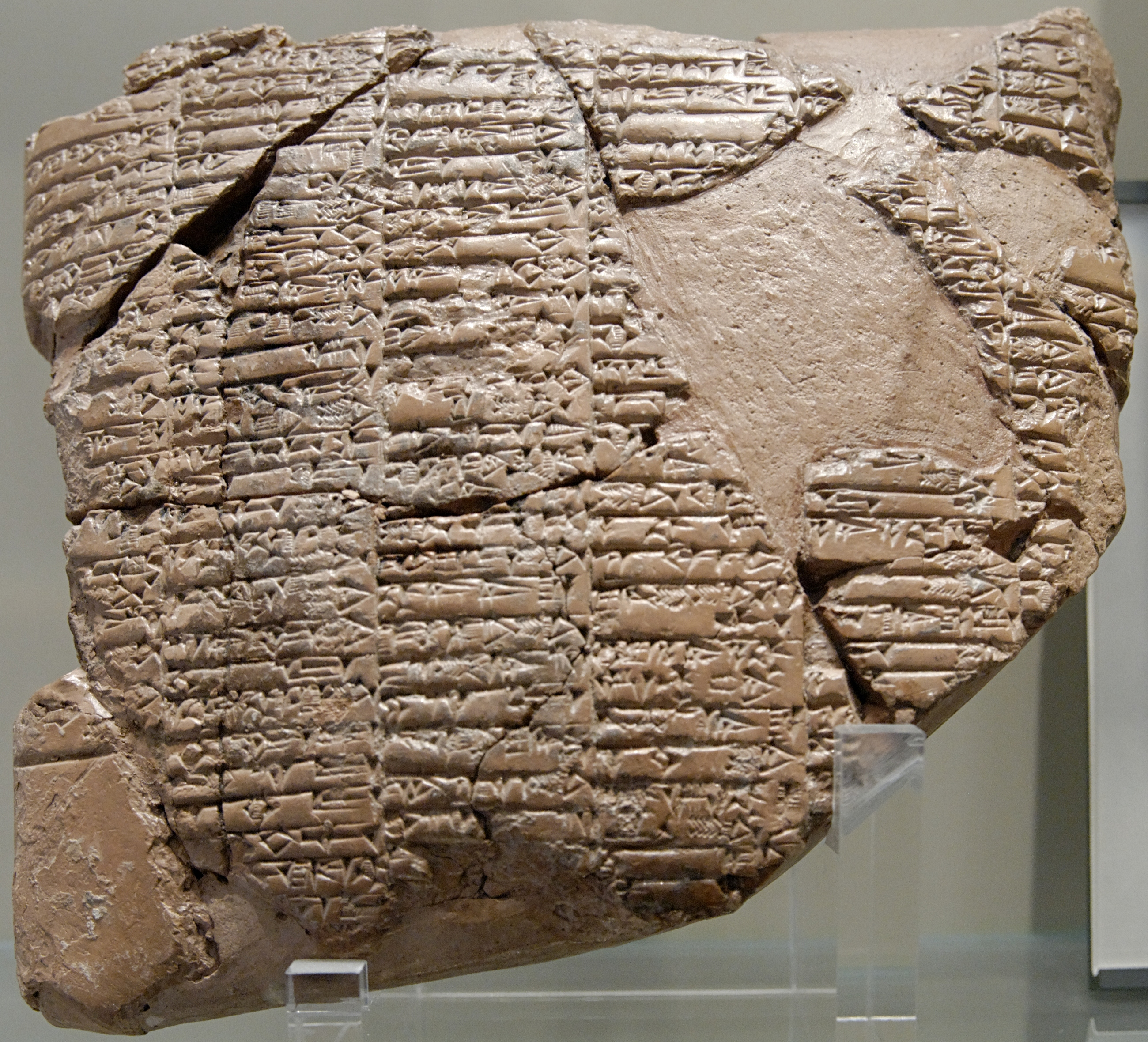
Traité entre Naram-Sin d'Akkad et un souverain d'Awan, vers 2250 av. J.-C., musée du Louvre.

La période des dynasties archaïques s'achève en Mésopotamie vers 2340, quand Sargon d'Akkad établit un empire qui domine toute la vallée des deux fleuves. Lui et ses successeurs établissent un contrôle direct sur Suse où un gouverneur est installé et où des marchands travaillant pour le compte de l'administration entretiennent un fructueux commerce. Les rois d'Akkad mènent également plusieurs expéditions dans les régions élamites plus éloignées, qui n'aboutissent pas à des conquêtes. Leurs principaux adversaires sont alors les rois d'Awan. Deux d'entre eux sont mentionnés, et connus aussi par la liste royale paléo-élamite (mais dans un ordre inverse) : Luhhishshan qu'affronte Sargon, et Hishep-Ratep qui fait face à son successeur Rimush. Les rois d'Awan apparaissent souvent comme les alliés des souverains d'un autre royaume apparemment non-élamite, Marhashi, qui serait situé à l'est de l'Élam hors de portée des rois d'Akkad, et constitue alors l'autre grande puissance du sud-ouest iranien. Un traité de paix passé entre Naram-Sîn, le quatrième roi d'Akkad, et un roi élamite (d'Awan ?) inconnu est le plus ancien texte rédigé en langue élamite que l'on connaisse. Ses clauses stipulent différentes obligations que le roi élamite doit respecter envers le roi d'Akkad qui est peut-être son suzerain. Ne pouvant ou ne voulant pas incorporer Awan dans son empire, le souverain d'Akkad tenterait donc de stabiliser sa frontière orientale en normalisant ses relations avec son roi. Naram-Sîn a également entrepris une construction à Suse, sans doute un temple.

### Puzur-Inshushinak et son temps

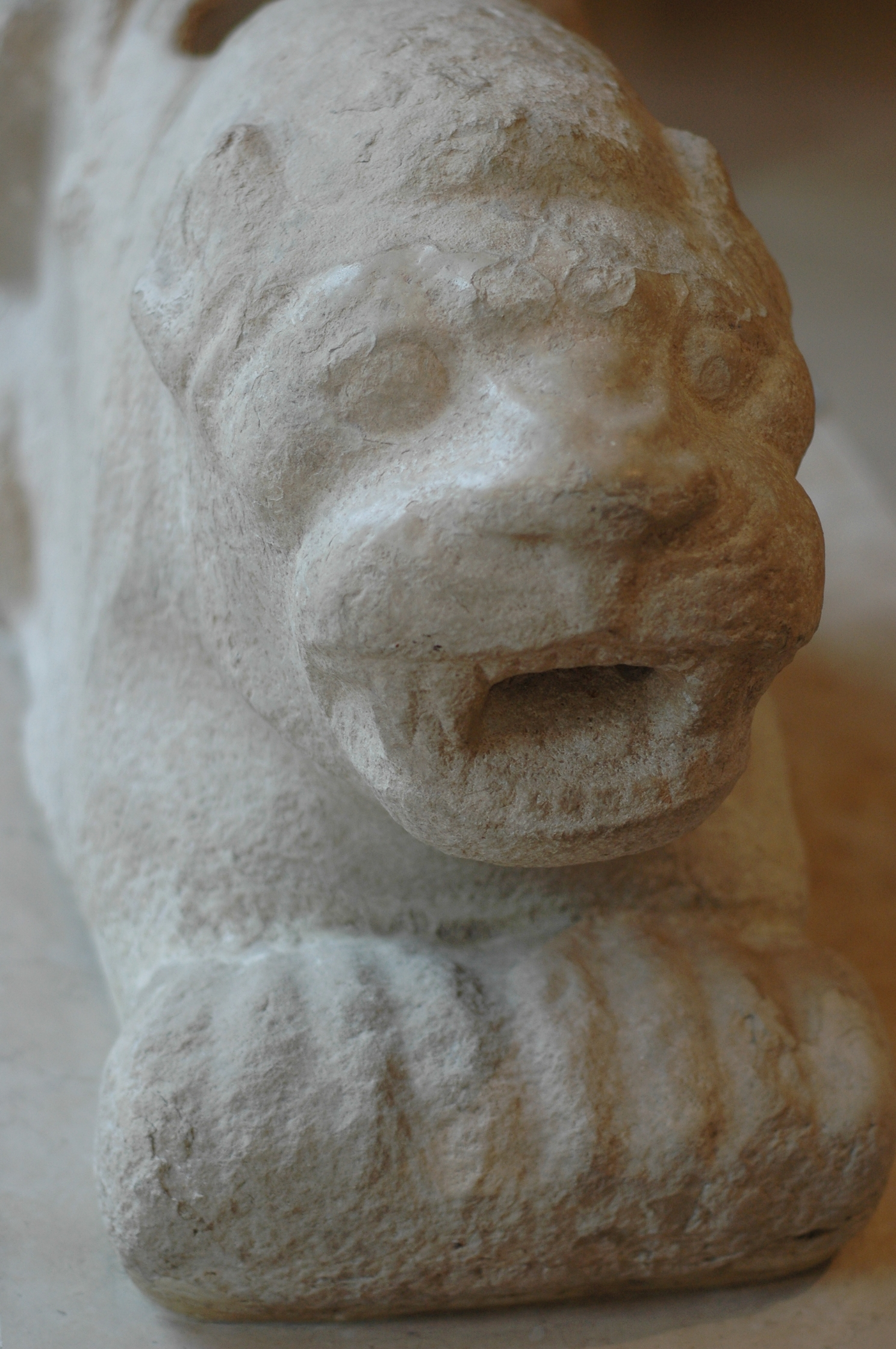
Statue de lion couché servant de protection symbolique pour un temple construit à Suse par Puzur-Inshushinak, musée du Louvre.

Le successeur de Naram-Sîn, Shar-kali-sharri, ne parvient pas à conserver l'empire dont il a hérité, qui se désagrège. Il mène des campagnes en Iran au début de son règne, mais doit se résigner à perdre le contrôle de la Susiane. La période qui suit est une transition entre l'empire d'Akkad et celui de la troisième dynastie d'Ur, qui domine à son tour l'ouest de l'Élam. La durée de cette transition est mal établie faute de sources continues : la chronologie classique lui attribue en gros 80 ans (2193-2112), mais elle pourrait n'avoir duré que 30 ans. Quoi qu'il en soit, c'est durant cet incertain laps de temps qu'il faut situer une période d'indépendance de l'Élam marquée par le règne de Puzur-Inshushinak (ou Kutik-Inshushinak), documenté par de nombreuses sources provenant de Suse qui est manifestement sa capitale. Ce roi est également mentionné dans la Liste royale élamite, qui fait de lui le douzième et dernier roi de la dynastie d'Awan, même si ses origines sont incertaines. Une de ses inscriptions détaille les nombreuses conquêtes militaires qu'il effectue dans des régions du plateau iranien, profitant du vide politique laissé par la chute d'Akkad. Selon une inscription du roi Ur-Nammu d'Ur, il a même réussi à prendre le contrôle de plusieurs villes de la vallée de la Diyala, aux portes de la Mésopotamie. Puzur-Inshushinak est en tout cas connu par les diverses inscriptions susiennes commémorant les constructions de temples qu'il a entreprises sur place, certaines se trouvant sur des statues. Ce roi fait rédiger des textes aussi bien en akkadien qu'en élamite, et c'est sous son règne qu'est mise au point une forme d'écriture, l'élamite linéaire. L'action de Puzur-Inshushinak paraît donc exemplaire de celle d'un souverain élamite qui se veut un modèle : conquérant, bâtisseur, patron des arts, respectueux des divinités. L'influence mésopotamienne paraît déterminante dans l'émergence de l'État qu'il dirige, malgré la courte durée de ce dernier. Il doit en effet faire face à la montée en puissance des rois de la troisième dynastie d'Ur en premier lieu Ur-Nammu, peut-être aidé par le roi Gudea de Lagash qui dit avoir combattu les Élamites vers cette période, puis Shulgi qui établit sa domination sur la Susiane.

## La période des rois de Simashki
L'expansion de la troisième dynastie d'Ur fait à nouveau rentrer la Susiane sous la domination d'un royaume mésopotamien, tandis que les entités politiques élamites situées à l'est restent indépendantes mais doivent quand même composer avec la grande puissance. Elles forment un ensemble politique aux contours flous mais apparemment liés sous une certaine forme, qu'on a pu tantôt désigner comme une sorte de « fédération », ou bien un « état segmentaire ». Progressivement, les rois de Simashki parviennent à dominer les autres royaumes élamites, avant de participer à la chute du royaume d'Ur. Leur hégémonie est cependant de courte durée, et ils sont supplantés par une nouvelle dynastie.

### Les rois d'Ur en Élam
Les campagnes de Shulgi (2094-2047), deuxième roi de la dynastie d'Ur III, lui ont permis de prendre le contrôle de la Susiane, comme auparavant les rois d'Akkad. Le territoire de son royaume est divisé en deux grandes parties administrées de façon spécifique : un « centre » qui correspond à la Basse Mésopotamie, et une « périphérie » qui s'étend sur une partie de la Haute Mésopotamie, le Zagros occidental et la Susiane. Ces régions périphériques sont des territoires frontaliers où sont installés des garnisons militaires chargées de contrôler des espaces sans doute considérés comme vulnérables face à des entités politiques indépendantes menaçantes. Elles sont dirigées à partir de capitales provinciales où siège un gouverneur ayant une attribution essentiellement militaire. Dans les régions élamites, il s'agit de Suse, où Shulgi effectue divers travaux de construction, et des villes non localisées d'Urua et Sabum.
Plus à l'est, les régions hautes de l'Élam ne sont pas contrôlées par les rois d'Ur, et on y trouve différentes entités politiques formées autour des principales régions élamites : Anshan, Huhnur, Kimash, Bashime, Simashki, et plus loin Marhashi. Leurs relations avec le royaume mésopotamien sont variables. Ainsi, Shulgi donne une de ses filles en mariage aux rois de Marhashi, d'Anshan, et de Bashime de façon à nouer une alliance avec eux. Plusieurs ambassades de rois élamites à Ur sont connus. Mais Shulgi doit également mener de nombreuses campagnes en Élam, et il vainc même Anshan quatre ans après l'alliance matrimoniale contractée avec son souverain. Les relations continuent sous ses successeurs suivant les mêmes modalités.

### L'affirmation de Simashki
Progressivement, Simashki prend l'ascendant sur les autres royaumes élamites et devient un rival pour les rois d'Ur à partir de la fin du règne de Shulgi,. Cette région, à situer entre le Fars au sud et peut-être la mer Caspienne au nord, est apparemment divisée en six régions distinctes, parmi lesquelles celle de Zabshali semble la plus menaçante pour Ur, et doit être combattue à plusieurs reprises. Ces luttes renforcent probablement la cohésion et la puissance de Simashki, dont les souverains mènent plusieurs guerres contre l'hégémonie d'Ur avec l'appui d'autres rois élamites. Les premiers rois de cette dynastie mentionnés par la liste royale d'Awan et de Simashki trouvée à Suse auraient régné vers juste après la mort de Shulgi. Parallèlement, les successeurs de ce dernier voient leur héritage se désagréger progressivement et le troisième de ceux-ci, Ibbi-Sîn (2028-2004) combat à plusieurs reprises des royaumes élamites, et doit même prendre Suse, ce qui indique que cette cité a échappé à son contrôle. Finalement, alors que son royaume se désagrège même en Basse Mésopotamie à la suite de la défection de la cité d'Isin et aux attaques de tribus Amorrites, il reçoit le coup fatal lors d'une attaque contre Ur menée selon les textes mésopotamiens par une coalition de « Simashki et des Élamites », ainsi que d'autres peuples voisins dont l'identité est débattue, qui serait menée par Kindattu, un des rois présents sur la Liste royale. D'après ces mêmes sources, Ibbi-Sîn aurait fini déporté à Anshan en même temps que la statue du grand dieu de sa capitale, Nanna. Peu après, le roi d'Isin chasse la garnison élamite qui occupe Ur, et son successeur récupère on ne sait comment la statue du dieu.
La situation politique en Élam après la chute d'Ur est mal connue, même si on dispose de plusieurs inscriptions de Suse nous présentant des rois de Simashki cités dans la Liste royale susienne, ce qui montre qu'ils dominent la partie occidentale de l'Élam. Les relations connues avec la Mésopotamie, alors divisée entre plusieurs royaumes, sont pacifiques : ainsi, Tan-Ruhurater de Simashki épouse une fille du roi Bilalama d'Eshnunna (cité située dans la vallée de la Diyala près de l'Élam), et un autre roi dont le nom n'est pas connu s'unit à une fille d'Iddin-Dagan d'Isin.

## Les Sukkalmah
La dynastie de Simashki s'éteindrait dans la seconde moitié du XXe siècle, peut-être à la suite des différentes expéditions menées par le roi mésopotamien Gungunnum de Larsa (1932-1906) dans le sud-ouest iranien, qui aboutissent à des victoires contre Bashime, Anshan et Suse, ce qui marque la fin des relations cordiales entre royaumes élamites et mésopotamiens. C'est à ce moment qu'émerge une nouvelle dynastie en Élam, connue sous le nom de « dynastie des Sukkalmah », titre dont se parent les souverains, ou bien « dynastie des Epartides », reprenant le nom d'Eparti/Ebarat, fondateur de la dynastie. Les premiers rois de cette lignée auraient peut-être régné en même temps que les derniers souverains de Simashki, établissant graduellement leur pouvoir sur les autres régions élamites, ou bien il n'y aurait pas de rupture entre les deux lignées (Ebarat étant un descendant des rois de Simashki). Comme souvent, la succession des souverains de cette époque est mal établie. Les historiens débattent depuis longtemps du sens à donner aux différents titres dont se parent les rois de cette période et certaines personnes de leur entourage, qui reflèteraient une conception particulière de l'organisation du pouvoir. Il apparaît en tout cas que les Sukkalmah établissent progressivement un royaume puissant et respecté en Mésopotamie.

### Titres, fonctions et organisation du pouvoir
Les inscriptions royales et les centaines de tablettes de la pratique de cette période exhumées à Suse ont montré la diversité et la complexité des titres portés par les rois élamites et certaines personnes de leur entourage proche, reflétant sans doute une conception et une organisation du pouvoir qui reste à comprendre. Comme les derniers rois de Simashki, Eparti prend le titre de « roi », notamment celui « roi d'Anshan et de Suse », signifiant la prétention à la domination sur les principales régions de l'Élam, qu'elle soit effective ou non. Son fils Shilhaha abandonne ce titre et prend celui de SUKKAL.MAH, titre sumérien signifiant quelque chose comme « grand ministre » (SUKKAL étant difficilement traduisible), issu de l'administration des royaumes de Basse Mésopotamie, qui désignait sous la troisième dynastie d'Ur le « grand vizir » secondant le roi. Ce titre est repris par les rois suivants.
À côté de cela, on trouve plusieurs personnages portant le titre sumérien de SUKKAL, seul ou associé à l'Élam, Suse ou même Simashki. Il peut s'agir de souverains régnants, mais aussi de princes de la famille royale qui sont associés à l'exercice du pouvoir. Contrairement à ce qui a pu être proposé par G. Cameron, il n'y a pas d'exercice tripartie du pouvoir entre le souverain régnant (Sukkalmah), le Sukkal d'Élam amené à lui succéder et le Sukkal de Suse. L'attribution de ces titres à des princes semble se faire suivant des circonstances particulières qui nous échappent, sans règle permanente. Parmi les autres titres portés par les rois de cette période, on peut relever celui de « pasteur du peuple de Suse » et de « pasteur du dieu Inshushinak » que prend Atta-husu, et qui montre que la fonction royale est similaire à celle que l'on trouve en Mésopotamie : le roi est choisi par la divinité souveraine locale, donc Inshushinak à Suse, et il doit servir de bon guide à son peuple. Dans les tablettes juridiques susiennes de cette période, la loi est présentée comme émanant en partie du pouvoir temporel, en premier lieu le roi qui est le juge suprême du royaume, et également du pouvoir divin, donc Inshushinak, ce qui est une particularité susienne.
Un dernier titre qui fait l'objet de débats est le terme élamite ruhu-sak, traduit en akkadien par mār-ahāti, qui signifie « neveu (par la sœur) » (littéralement « fils de la sœur »). Il est souvent utilisé dans l'expression « fils de la sœur de Shilhaha » (le deuxième roi de la dynastie), porté même par des personnes ayant régné bien après la mort de celle-ci, et qui semble faire de cette personne un ancêtre important dans la dynastie. En tout cas le titre de « fils de la sœur » a manifestement pour fonction d'indiquer l'appartenance à la dynastie, dans laquelle les femmes jouent un grand rôle. Concrètement, cela peut être interprété de plusieurs façons. On a pu par exemple considérer que ce titre signifie juste qu'on est un descendant de cette personne ou qu'on appartient à sa lignée, ou bien qu'il indique la pratique de l'inceste au sein de la famille royale élamite (ce qui semble appuyé par d'autres sources sous d'autres dynasties), auquel cas l'héritier le plus légitime serait celui qui est né de l'union du roi avec sa propre sœur.

### Succès et échecs des rois élamites en Mésopotamie
Après les attaques de Gungunnum contre plusieurs régions élamites, il semble que d'autres affrontements ont opposé des rois de Larsa à ceux d'Élam. Ainsi, Sîn-iqisham de Larsa (1840-1836) défait une coalition menée par son grand rival le roi d'Isin auquel se sont joints d'autres royaumes mésopotamiens et une armée élamite. Mais après son règne une nouvelle dynastie prend le pouvoir à Larsa, fondée par un certain Kudur-Mabuk qui porte un nom élamite comme son père Simti-shilhak, ce qui indique une origine élamite. Ses deux successeurs Warad-Sîn (1834-1823) et Rîm-Sîn (1822-1763) entretiennent des relations cordiales avec l'Élam. La première moitié du XVIIIe siècle marque un apogée de la puissance des Sukkalmah. Shiruktuh réussit à se faire considérer comme un roi supérieur à ses contemporains les rois de Babylone, d'Eshnunna, de Mari ou de Larsa, qui l'appellent « mon père », alors qu'entre eux ils se considèrent comme « frères ». La cour élamite a des relations diplomatiques avec les plus puissants royaumes du Moyen-Orient, et envoie des messagers jusqu'à Qatna en Syrie du sud. Cette domination s'appuie en partie sur la puissance que donne aux Élamites la maîtrise du commerce de l'étain extrait sur le plateau iranien ou en Afghanistan qu'ils redistribuent à leur tour vers les royaumes de la plaine. Le roi de Mari sur le Moyen-Euphrate profite ainsi de ses relations cordiales avec son « père » élamite pour obtenir de l'étain en présent diplomatique. Le lapis-lazuli très prisé dans tout le Moyen-Orient transite sans doute par les mêmes voies.
Profitant de sa position de force, le roi élamite Siwepalarhuhpak et son frère Kuduzulush tentent de rendre réelle cette domination théorique en s'attaquant au puissant royaume d'Eshnunna en 1765, qui contrôle une route majeure entre le plateau iranien et la Mésopotamie. Il l'emporte avec l'appui de Zimri-Lim de Mari et Hammurabi de Babylone, désireux d'éliminer un rival encombrant. Mais les armées élamites, renforcées par les troupes de la cité conquise, poursuivent leur offensive en direction des positions des deux anciens alliés, qui réussissent à les repousser tant bien que mal juste au nord de Babylone et dans la région du Khabur, en montant une coalition avec d'autres rois mésopotamiens (mais pas Larsa qui refuse). C'est à partir de cette victoire que Hammurabi prend progressivement le contrôle de la Mésopotamie, en prenant Larsa, Eshnunna - que les Élamites ont évacué - puis Mari. Cependant, les rois élamites suivants, Kuduzulush et Kutir-Nahhunte, ne semblent pas inquiétés par les Babyloniens sur leur propre territoire. Deux textes mésopotamiens postérieurs disent même qu'un roi élamite (un des deux cite Kutir-Nahhunte) a attaqué en Babylonie sous Samsu-iluna, le fils de Hammurabi, mais on ne sait pas quel crédit leur accorder. Une douzaine de souverains semble régner par la suite en Élam, jusqu'au dernier Sukkalmah connu, Kuk-Nashur III, qui meurt au plus tard vers 1500.

## Les premiers rois médio-élamites
La dynastie des Sukkalmah s'éteint vers 1500 dans des circonstances inconnues. Les sources archéologiques et épigraphiques n'indiquent pas que cette période fut marquée par une rupture brutale : la phase dite « médio-élamite » (c. 1500-1100) débute sans abandon de l'habitat à Suse et les textes du XVe siècle sont très proches de ceux de la période précédente. Il faut donc situer le premier roi connu pour cette période, Kidinu, juste après le dernier Sukkalmah. À la suite de celui-ci, les cinq premiers rois médio-élamites ont pu être regroupés dans une dynastie des « Kidinuides », au pouvoir jusqu'aux alentours de 1400. En réalité rien n'indique qu'ils descendent de Kidinu, et d'ailleurs leur ordre de succession est incertain. En plus de Kidinu, les autres rois de cette époque connus par des inscriptions de fondation en Susiane sont Inshushinak-sunkir-nappipir, Tan-Ruhurater II, Shalla et Tepti-ahar. La rupture avec la dynastie précédente est visible dans l'abandon du titre de Sukkalmah pour celui de « rois de Suse et d'Anzan (Anshan) », reprenant une vieille tradition de l'époque de Simashki. Des textes de cette période nous indiquent qu'au temps de Tepti-ahar un souverain régnait à Huhnur, une autre cité élamite située à l'est de Suse, ce qui indique que l'Élam était alors divisé politiquement.
Tepti-ahar est le roi le mieux documenté, par ses inscriptions commémorant ses constructions à Suse, et surtout les bâtiments qu'il fait ériger sur le site de Haft-Tappeh, probablement l'antique Kabnak, situé une dizaine de kilomètres au sud-ouest de Suse. Les premières campagnes de fouilles menées dans les années 1960 et 1970 y ont dégagé un complexe cultuel funéraire comprenant une tombe où plusieurs squelettes ont été retrouvés, sans que l'on sache si celui du roi se trouvait parmi eux, ainsi que des terrasses ayant probablement une fonction cultuelle, en plus d'autres édifices à vocation administrative ou artisanale. Des stèles inscrites et de nombreuses tablettes y ont été mises au jour, certaines donnant des indications sur un culte funéraire et sur d'autres aspects religieux, même si la plupart sont des actes de la pratique. Elles datent du règne de Tepti-ahar mais aussi de celui d'Inshushinak-sunkir-nappipir. On ne sait pas si Haft-Tappeh servait de capitale ou bien juste de complexe funéraire.

## Les Igehalkides

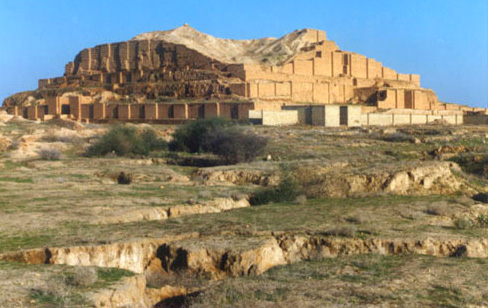
Vue de la ziggurat de Chogha Zanbil, construite sous le règne d'Untash-Napirisha.

Autour de 1400, une nouvelle dynastie accède au pouvoir, avec Ige-halki et ses successeurs, regroupés sous l'appellation de dynastie des « Igehalkides ». De la dizaine de rois qui constituent cette lignée, qui reprennent l'ancien titre de « rois d'Anshan et de Suse », nous ne savons pas grand-chose, les traits principaux ressortant de leurs règnes étant les bonnes relations entretenues par la plupart d'entre eux avec les souverains kassites qui régnaient alors au royaume de Babylone, et la grande œuvre de bâtisseur du roi Untash-Napirisha, le mieux connu des Igehalkides.

### Relations avec les rois mésopotamiens
La lignée des rois Igehalkides est connue par des textes datés de la dynastie suivante, celle des Shutrukides, qui nous donnent les noms de plusieurs d'entre eux. L'une d'elles est une lettre recopiée au Ier millénaire av. J.-C. au royaume de Babylone, dans laquelle un roi shutrukide, sans doute Shutruk-Nahhunte, écrit à un roi de Babylone et lui rappelle les liens matrimoniaux entre la dynastie Igehalkide et celle des Kassites de Babylone, sans doute pour appuyer ses prétentions sur le trône de Babylone. On y apprend ainsi que le deuxième roi Igehalkide, Pahir-ishshan (c. 1385-1375), a épousé une fille ou sœur du kassite Kurigalzu Ier. Untash-Napirisha (c. 1345-1305), qui serait le fils d'une princesse kassite, épouse à son tour la fille de Burna-Buriash II. Il est également possible qu'Ige-halki ait pris le pouvoir avec l'aide du roi kassite Kurigalzu Ier. Quelles que soient les imprécisions concernant la succession dynastique chez les Igehalkides, il semble bien que ceux-ci aient globalement entretenu des relations cordiales avec leurs voisins de Babylone pendant plus d'un siècle, même si des inscriptions du roi kassite Kurigalzu II (c. 1332-1308) mentionnent ses victoires en Élam. Cette bonne entente cesse par la suite : le dernier roi des Igehalkides, Kidin-Hutran II ou III (c. 1245-1215), mène plusieurs campagnes en Babylonie aboutissant à la défaite des rois kassites Enlil-nadin-shumi et Adad-shuma-iddin et au pillage de plusieurs grandes villes, dont Nippur et Isin.

### Les grandes réalisations d'Untash-Napirisha

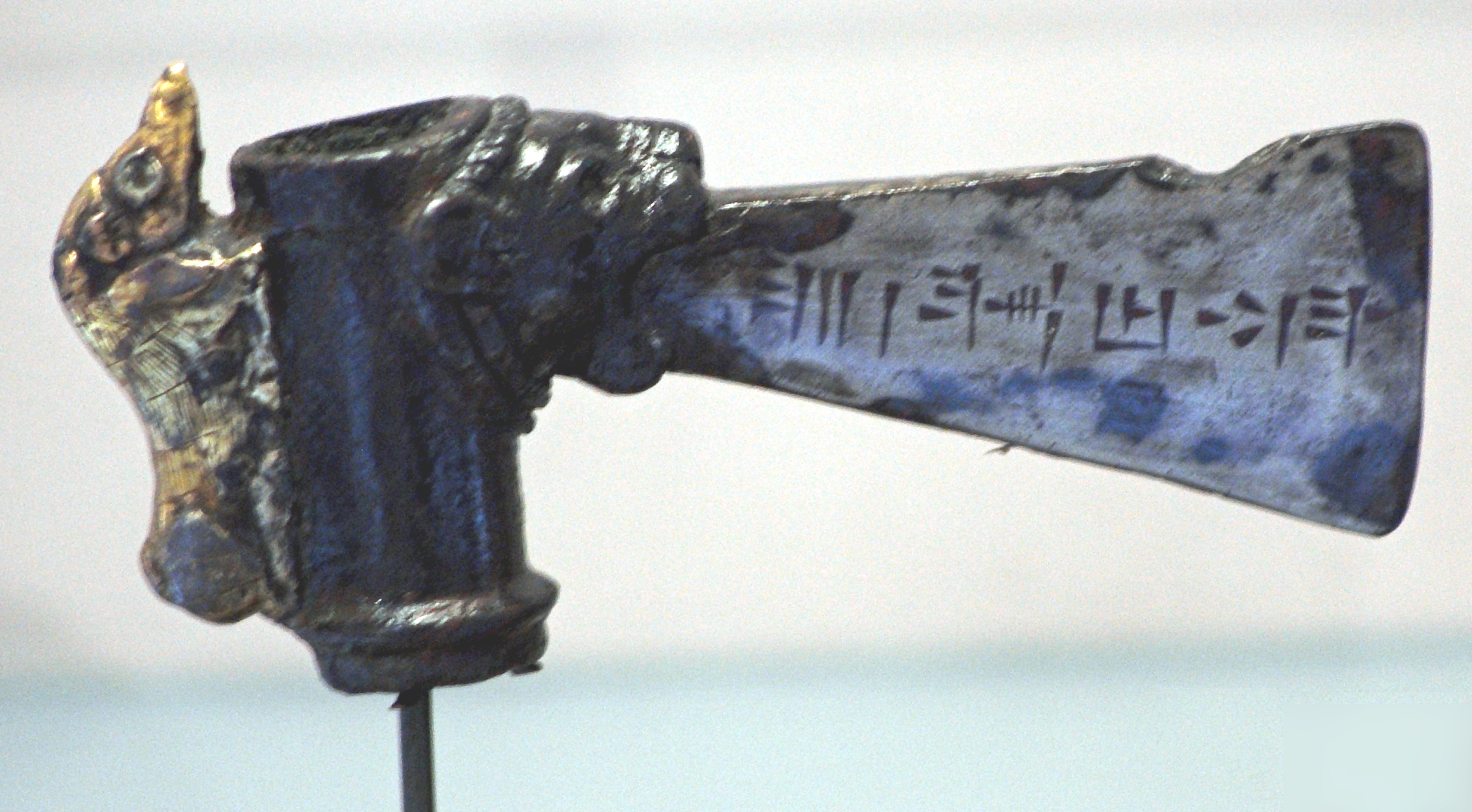
Hache votive portant une inscription au nom d'Untash-Napirisha.

Le souverain le mieux connu de la dynastie Igehalkide est Untash-Napirisha, qui a notamment construit le grand centre religieux de Chogha Zanbil en Susiane, auquel il a donné son nom antique Dūr-Untash-Napirisha (« Citadelle d'Untash-Napirisha »). Il s'agit d'une cité dominée par une ziggurat de 106 mètres de côté dédiée aux grandes divinités protectrices de la royauté, le dieu du haut-pays élamite Napirisha et le dieu susien Inshushinak. Cette ville comportait également d'autres temples, dédiés à 26 divinités originaires de Susiane mais aussi des autres régions d'Élam comme Pinikir, Kiririsha, Ruhuhatir. On y trouvait aussi des tombes royales et des édifices palatiaux. De plus, Untash-Napirisha a construit des temples à Suse et sur d'autres sites (Chogha Pahn, Gotwand). On connait plusieurs œuvres d'art remarquables de son règne, dont une statue en bronze grandeur nature de son épouse la reine Napir-asu, un chef-d'œuvre de l'art élamite, qui montre l'ampleur de l'action de patron des arts d'Untash-Napirisha. L'action d'Untash-Napirisha semble refléter une volonté de réforme religieuse et plus largement culturelle d'« élamitisation » de la Susiane. Il s'agit d'implanter dans cette région le culte de divinités des régions hautes de l'Élam où elles sont des éléments étrangers. Cela s'accompagne de l'utilisation de l'élamite dans les inscriptions royales par les Igehalkides, à la place de l'akkadien qui dominait sous les dynasties précédentes. Cette entreprise ne fut pas couronnée de succès, et Chogha Zanbil est rapidement délaissée, les souverains de la dynastie suivante amenant plusieurs œuvres se trouvant sur place à Suse, leur capitale.

## Les Shutrukides
La dernière phase de la période médio-élamite est celle de la dynastie fondée par Shutruk-Nahhunte. Il se pourrait qu'en réalité cette dynastie et celle des Igehalkides n'en forment qu'une seule car on ne repère pas vraiment de rupture entre les deux. Elle marque probablement l'apogée politique de l'Élam, qui est alors capable de bousculer et même dominer pendant plusieurs années du XIIe siècle les royaumes mésopotamiens de Babylone, puis d'Assyrie. Ces rois s'illustrent également par une œuvre de construction remarquable, qui concerne en premier lieu leur capitale Suse. Cependant, cet âge d'or est de courte durée, et est suivi de la plus longue période d'effacement de la puissance élamite.

### Des conquérants et des bâtisseurs

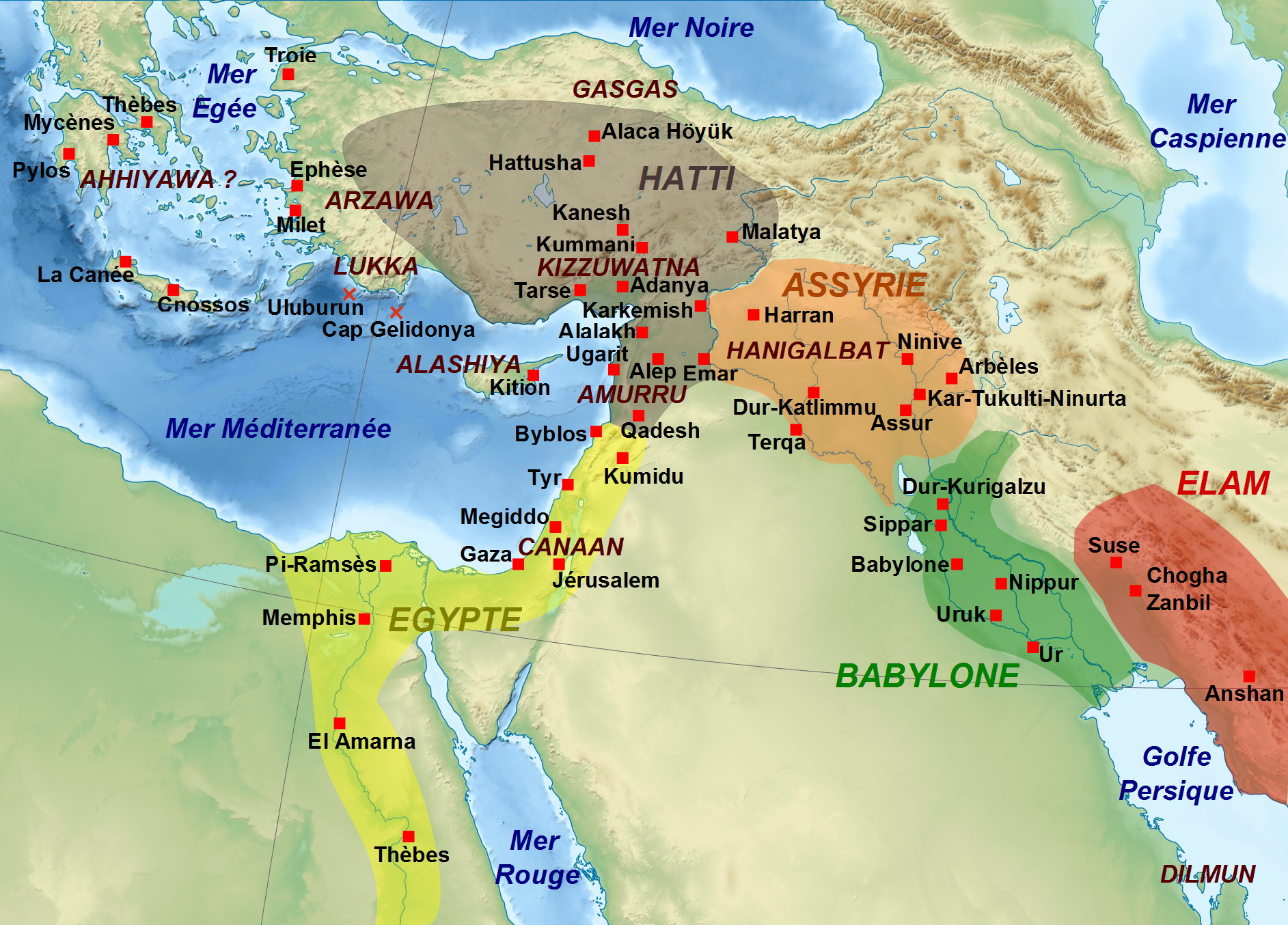
La situation politique du Moyen-Orient aux.

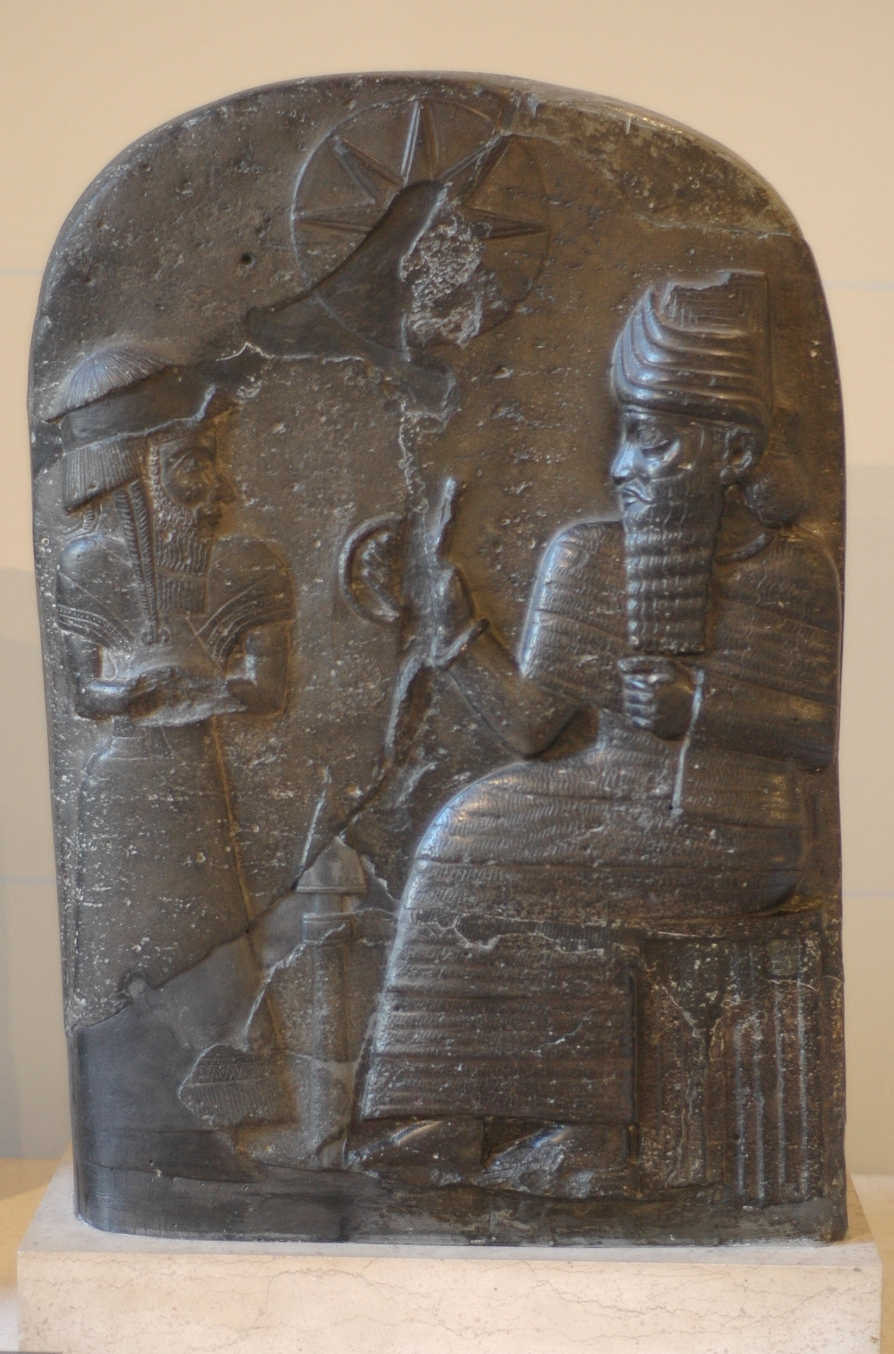
Stèle babylonienne ramenée en butin à Suse et usurpée par Shutruk-Nahhunte, XIIe siècle, musée du Louvre.

Après les campagnes de Kidin-Hutran en Babylonie, on ne sait plus rien des souverains régnant sur l'Élam avant l'arrivée de Shutruk-Nahhunte, qui reprend le titre de « roi d'Anshan et de Suse ». Il se dit fils d'un certain Hallutush-Inshushinak qui est inconnu par ailleurs. Shutruk-Nahhunte et ses trois fils Kutir-Nahhunte, Shilhak-Inshushinak et Hutelutush-Inshushinak constituent la dynastie dite des « Shutrukides », qui domine l'Élam au XIIe siècle. Ces souverains ont laissé de nombreuses inscriptions de fondation commémorant les nombreux chantiers de construction et de reconstruction qu'ils entreprennent alors à Suse, qui se couvre alors de monuments dont peu de traces ont pu être retrouvées du fait des conditions de fouille sur le site. Leurs règnes sont en revanche très bien connus par les nombreuses œuvres d'art qu'ils ont amené à Suse depuis d'autres villes élamites (Dur-Untash et Tikni), et surtout des pillages qu'ils ont accomplis au royaume de Babylone, se les réappropriant souvent par des inscriptions et parfois même en modifiant leur aspect. Leur capitale est alors sans doute à son apogée pour la période élamite, après avoir été délaissée par les dynasties précédentes.
Les faits les plus marquants des règnes des trois premiers souverains de cette dynastie sont les campagnes militaires qu'ils ont mené au royaume de Babylone, contre les souverains de la dynastie kassite. Shutruk-Nahhunte frappe les premiers coups, peut-être à la suite de prétentions sur le trône de Babylone en raison d'alliances dynastiques contractées par le passé entre les deux cours. Il s'empare de plusieurs villes dont Eshnunna, Akkad et Babylone. C'est de ses campagnes que date le transport à Suse d'œuvres majeures de l'histoire mésopotamienne comme la stèle du Code de Hammurabi de Babylone, la stèle de la victoire de Naram-Sîn d'Akkad ou l'obélisque de Manishtusu d'Akkad, ainsi que plusieurs kudurru, toutes ces pièces se trouvant aujourd'hui au musée du Louvre à la suite de leur mise au jour à Suse d'où elles n'ont jamais été ramenées en Mésopotamie. Le roi Zababa-shuma-iddin de Babylone est tué lors de la prise de sa capitale, et Shutruk-Nahhunte confie la Babylonie à son fils Kutir-Nahhunte, qui lui succède à sa mort. Il doit rapidement affronter un nouveau roi de Babylone, Enlil-nadin-ahhe, qu'il vainc en 1155, mettant ainsi fin à la dynastie kassite qui durait depuis quatre siècles. La prise de Babylone qui a alors lieu est suivie par la déportation de la statue de son grand dieu Marduk en Élam, ce qui est un affront très grave pour les Babyloniens.
Shilhak-Inshushinak devient roi d'Élam peu après, et accomplit des conquêtes dans le Zagros, remontant même jusqu'à Arrapha qui dépend du royaume d'Assyrie qui domine alors le nord de la Mésopotamie. Il exploite manifestement la chute de la dynastie kassite et l'affaiblissement conjugué de l'Assyrie pour s'étendre dans leur zone d'influence. Shilhak-Inshushinak a probablement entrepris des changements dans les pratiques administratives élamites en s'inspirant de ce qui se faisait dans les royaumes mésopotamiens. Ses inscriptions témoignent de sa grande piété, et on y apprend qu'il fait restaurer plusieurs temples à Suse, tout en les pourvoyant en offrandes. On connaît au moins l'aspect d'une infime partie de ses travaux, à savoir une façade en briques moulées représentant des divinités et génies protecteurs ayant appartenu à un édifice dédié au dieu Inshushinak.

### Le repli et la fin de la dynastie
Le souverain élamite suivant, Hutelutush-Inshushinak, est le fils d'un des trois rois précédents avec la reine Nahhunte-utu, elle-même fille de Shutruk-Nahhunte, ce qui est un autre exemple d'inceste au sein de la famille royale élamite, d'autant plus que Nahhunte-utu a probablement été successivement l'épouse de son père puis de ses deux frères suivant le principe du lévirat qui devait également être suivi dans la famille royale élamite. Le règne de Hutelutush-Inshushinak est marqué par quelques constructions de Suse et même d'Anshan (Tall-i Malyan). Mais le fait le plus marquant est la perte des conquêtes de ses prédécesseurs, face aux offensives successives menées par Nabuchodonosor Ier, roi de la IIe dynastie d'Isin qui prend alors le contrôle de la Babylonie. Celui-ci finit par s'emparer de Suse et parvient ainsi à ramener en Élam la statue du dieu Marduk, commémorant cet événement dans un texte remarquable par sa dimension poétique inhabituelle dans les inscriptions royales. Ce texte rapporte que le roi élamite a fui après sa défaite, et il est possible qu'il se soit alors réfugié à Anshan, ce qui expliquerait pourquoi il y a réalisé des constructions à la différence de ses prédécesseurs. Suse ne semble pourtant pas abandonnée, l'attaque babylonienne n'ayant sans doute pas été particulièrement destructrice. Il est possible qu'un ou deux autres rois, Shilhina-hamru-Lagamar et Humban-numena, aient prolongé la dynastie shutrukide au début du XIe siècle, après quoi on ne sait plus rien de la puissance élamite pour les trois siècles qui suivent.

## La fin des royaumes élamites
La période dite « néo-élamite » peut être divisée en trois phases du point de vue événementiel : néo-élamite I d'environ 1100 à 770-743 ; néo-élamite II d'environ 743 à 653-646 ; néo-élamite III d'environ 646 à 539. La première n'est quasiment pas documentée par l'épigraphie, tandis que la deuxième est essentiellement reconstituée par le biais de sources provenant de l'Assyrie qui entre à plusieurs reprises en conflits contre les Élamites, ce qui pose une nouvelle fois le problème de l'utilisation de sources étrangères. La troisième est la dernière phase durant laquelle des royaumes élamites sont indépendants, avant d'être inclus dans l'Empire perse achéménide de Cyrus II. Du point de vue de l'archéologie en revanche, la césure observable en Susiane est à situer autour de 725-700 : avant, la région semble en déclin, et ensuite on remarque une reprise qui n'est pas entravée durablement par les destructions des Assyriens.

### Recompositions territoriales et ethniques
Il est donc manifeste que le dernier siècle du IIe millénaire et les premiers siècles du Ier sont caractérisés par un déclin marqué de l'Élam, durant une période qui voit de grands bouleversements se produire dans le Moyen-Orient, notamment dans la Babylonie voisine. En cela, ce phénomène ne place pas les régions élamites dans une situation isolée. La démographie et la composition ethnique de l'ouest iranien est alors profondément changée par l'arrivée de populations iraniennes qui s'y installent, les Mèdes vers le nord-ouest entre la région du lac d'Orumieh et de Hamadan, et les Perses dont un grand nombre finit par s'installer dans le Fars actuel, la région d'Anshan/Anzan. Ces peuples nomades ou semi-nomades accentuent la disparité entre zone peuplée par les pasteurs nomades et celle occupée par les agriculteurs sédentaires qui semble diminuer au début du Ier millénaire en Élam. Si des preuves d'occupation urbaine subsistent en Susiane, les traces archéologiques de la première phase de la période néo-élamite sont quasiment inexistantes dans le Fars. L'arrivée des Perses dans la région peuplée par les Élamites marque un changement déterminant pour l'histoire du sud-ouest iranien. Ce phénomène a pu être reconstitué comme voyant les Perses repousser les Élamites vers la seule Susiane, le pays d'Anzan devenant la « Perse ». Cela ne doit pas masquer la complexité de la situation, puisque Élamites et Perses entrent dans un processus d'acculturation observable aussi bien dans la culture matérielle de la période où l'on repère l'adoption de motifs iconographiques élamites en pays perse, que dans les textes néo-élamites de Suse qui montrent la présence de gens aux noms iraniens. Du point de vue politique, cette période semble caractérisée par une fragmentation : si Suse reste la plus importante ville élamite, d'autres cités deviennent des capitales de royaumes élamites, comme Hidalu et Madaktu, voire Samati, alors que d'autres royaumes du sud-ouest iranien apparaissent dans les sources assyriennes, dont certains semblent dirigés par des Perses (Parsua, Parsumash, Anzan), préfigurant l'émergence de la dynastie achéménide.

### La période de lutte contre l'Assyrie

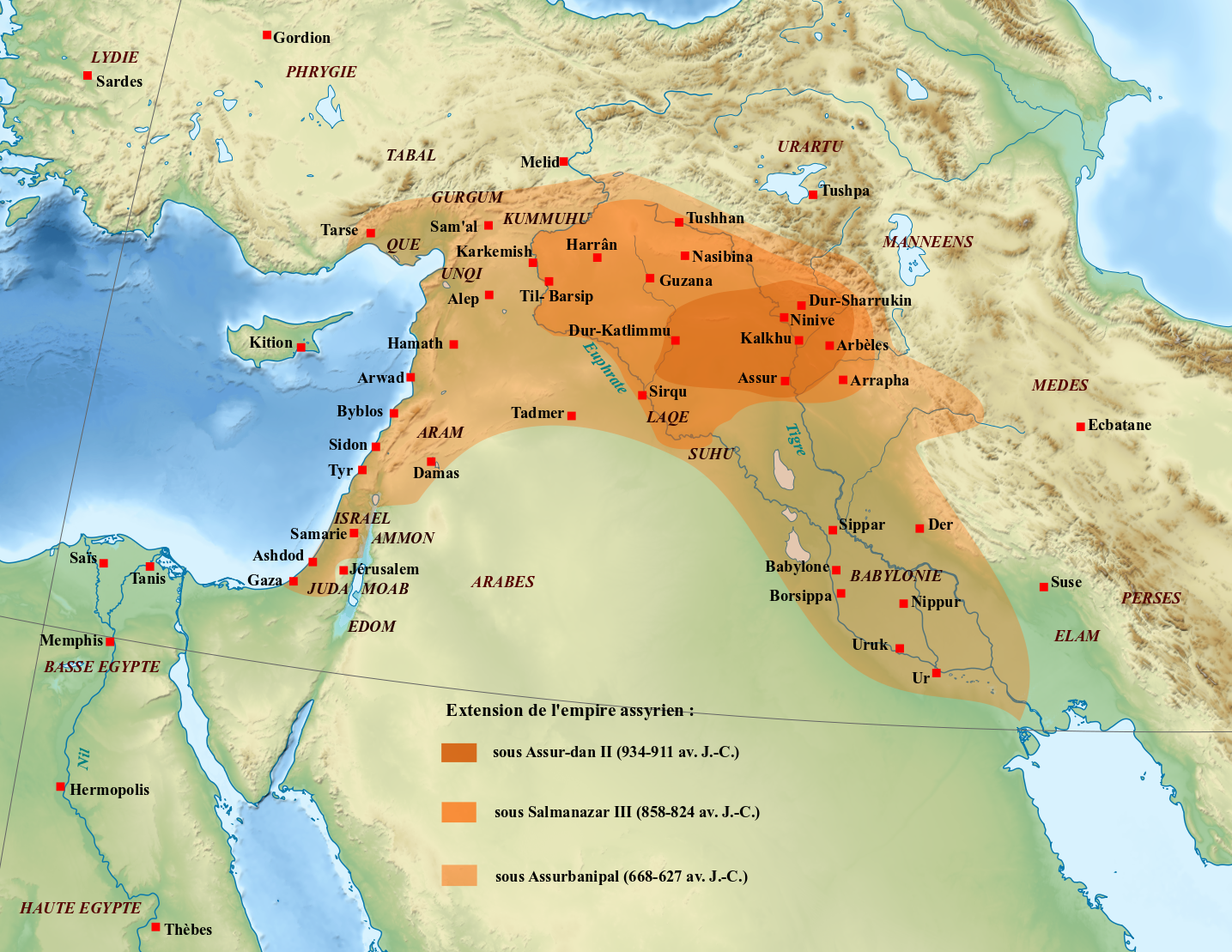
Carte des différentes phases d'expansion de l'empire néo-assyrien, de la fin du Xe siècle au milieu du VIIe siècle.

Les interactions entre l'Élam et la Mésopotamie durant les Xe et IXe siècles sont très limitées : un certain Mar-biti-apla-usur qui règne sur Babylone de 984 à 979 est d'origine élamite selon une chronique babylonienne ; des troupes d'Élam aident le roi babylonien Marduk-balassu-iqbi (818-813) contre l'Assyrie. Ce dernier événement est d'importance, puisqu'il annonce l'intrusion des Élamites dans les luttes entre Babylone et l'Assyrie aux côtés des premiers. En effet, c'est au IXe et au début du VIIIe siècle que les rois assyriens entreprennent de grandes campagnes militaires qui aboutissent à leur mainmise sur la Babylonie et même une partie du Zagros, ce qui menace directement l'Élam. Cette période est essentiellement connue par les textes officiels assyriens qui relatent de façon très partiale les conflits ayant opposé Assyriens et Élamites, complétés par une chronique historique babylonienne, des tablettes et des bas-reliefs provenant aussi d'Assyrie. En comparaison, les quelques inscriptions royales élamites qui datent de cette période sont difficiles à dater et donc à resituer dans ce contexte de conflits, d'autant plus que les noms des souverains élamites qui apparaissent dans les textes mésopotamiens ne correspondent pas exactement à leur nom élamite (ainsi l'Ummanigash des sources assyriennes est l'élamite Humban-nikash).
Le premier roi élamite dont on connaisse les agissements est Humban-nikash (743-717) fils de Humban-umena, qui aide le roi babylonien Merodach-baladan II contre le roi assyrien Sargon II. Son successeur Shutruk-Nahhunte II (717-699), qui est peut-être le même Shutruk-Nahhunte qui a laissé des inscriptions de fondation de temples à Suse, prolonge cette alliance, avant d'être détrôné par son frère nommé Hallushu dans les textes assyriens, qui correspond peut-être à Hallushu-Inshushinak connu par des inscriptions élamites. À partir de ce moment, la situation interne de l'Élam paraît troublée, alors que la lutte contre l'Assyrie désormais dirigée par Sennachérib se poursuit. Hallushu semble avoir contrôlé des cités de Babylonie quelque temps, et avec l'aide de rebelles babyloniens il a capturé puis éliminé un fils de Sennachérib placé sur le trône babylonien. Mais l'Assyrien contre-attaque violemment en 693, alors qu'une chronique babylonienne nous apprend que Hullushu se fait à son tour détrôner par un certain Kudur, qu'il faut comprendre comme Kudur-Nahhunte II. Les Assyriens lancent une campagne contre des régions élamites et prennent Madaktu, ville qui semble alors être la capitale élamite, avant de se replier. Kudur-Nahhunte est vite déposé par Humban-umena III, qui monte une coalition contre l'Assyrie avec l'aide d'autres rois du sud-ouest iranien (Anzan, Parsua, Ellipi). L'issue de la bataille qui s'ensuit à Halule sur le Tigre (en 691) est inconnue, mais elle précède une reprise en main par Sennachérib qui détruit Babylone en 689.
L'année suivante, Humban-haltash I (688-681) monte sur le trône élamite, avant que son fils Humban-haltash II (681-675) ne lui succède. Durant cette période, les révoltes anti-assyriennes reprennent en Babylonie, menées par Nabû-zer-kitti-lishir, qui finit par être battu par les troupes du nouveau roi assyrien Assarhaddon, et s'enfuit en Élam. Humban-haltash II, à la différence de ses prédécesseurs, ne l'aide pas et le fait exécuter. Les relations entre Assyriens et Élamites semblent s'être apaisées, et seules quelques incursions élamites en Babylonie sont connues sur environ vingt ans. En 675, Urtak (675-664?) devient roi d'Élam, et maintient de bonnes relations avec le nouveau roi assyrien Assurbanipal, avant de soutenir une révolte anti-assyrienne en Babylonie durant les dernières années de son règne. Le souverain élamite suivant, Te-Umman (664?-653?) dans les sources assyriennes, qui est probablement le Tepti-Humban-Inshushinak connu par des inscriptions de restauration de temples à Suse, n'est apparemment pas lié aux rois précédents, ce qui expliquerait pourquoi les descendants de ces derniers se réfugient alors à la cour d'Assyrie, et Te-Umman demande à plusieurs reprises leur extradition. En 653, Te-Umman attaque les Assyriens, mais il est défait et tué sur les rives de la rivière Ulaï, événement commémoré par les bas-reliefs d'une salle du « Palais sud-ouest » de Ninive, la capitale assyrienne, qui offrent une représentation remarquable des armées assyrienne et élamite. Assurbanipal réorganise l'Élam en installant deux fils d'Urtak sur le trône de deux royaumes élamites : Humban-nikash II à Madaktu et Tammaritu à Hidalu.

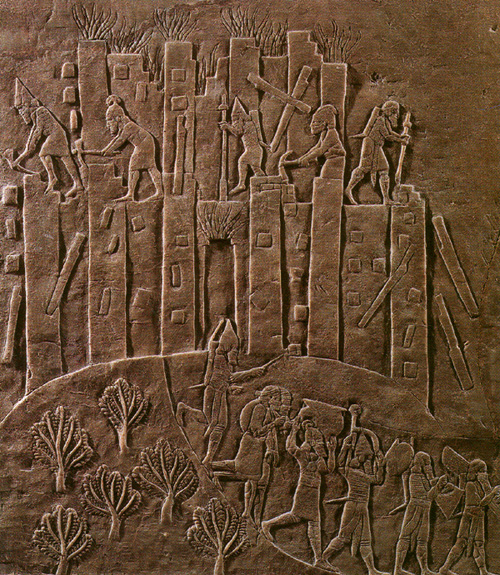
La destruction de Hamanu par les troupes d'Assurbanipal représentée sur les bas-reliefs de son palais à Ninive.

C'est alors qu'une nouvelle révolte anti-assyrienne se produit en 652 en Babylonie, dirigée par Shamash-shum-ukin, le propre frère d'Assurbanipal. Humban-nikash trahit alors ce dernier et aide les Babyloniens, mais la coalition est vaincue. La situation est ensuite très troublée en Élam où se produisent plusieurs coups d'État, obligeant le général assyrien posté dans le sud babylonien, Bel-ibni, à intervenir dans les affaires de cette région à plusieurs reprises. Alors que la Babylonie a été pacifiée, Assurbanipal décide en 646 de frapper un grand coup contre l'Élam où Humban-haltash III vient juste de prendre le pouvoir. Les inscriptions assyriennes décrivent cette campagne comme une succession de prises de cités élamites dont Hidalu et Madaktu, culminant dans la plus prestigieuse de toutes, Suse, dont les grands monuments sont détruits, livrés au pillage, de même que les tombes des anciens rois élamites.

### Les derniers rois élamites
La destinée de l'Élam après la prise de Suse a pu être analysée de deux façons différentes. En observant le quasi-silence des sources mésopotamiennes sur les régions élamites après 646, on a pu d'un côté dire qu'il n'y avait plus de pouvoir politique fort et que l'Élam était devenu une province de l'Empire assyrien, puis de ses destructeurs et successeurs Mèdes ou Babyloniens, avant de tomber dans le giron des Perses achéménides à partir des conquêtes de Cyrus II (559-529). Seule cette dernière domination est certaine, encore qu'on ne sache pas exactement quand elle s'est mise en place ni comment. D'un autre côté, l'analyse de la documentation archéologique comme épigraphique provenant de Susiane semble plaider en faveur d'une destruction de Suse moins importante que ne le prétendent les sources assyriennes, et surtout d'une indépendance conservée après cet événement accompagnée d'une reprise économique. Les textes susiens du VIe siècle consistent en des textes économiques et également des inscriptions royales commémorant des constructions accomplies par des souverains élamites régnant sur place, et ils montrent la présence croissante d'éléments iraniens, sans doute des Perses. Il semble que l'Élam soit alors divisé en plusieurs petites principautés non soumises à Suse, auxquelles on peut joindre les souverains perses qui règnent autour d'Anzan, probablement les premiers Achéménides. Mais la séquence des rois de cette période est discutée. C'est en tout cas parmi eux qu'il faut compter Hanni, qui fait réaliser à Kul-e Farah un bas-relief rupestre le représentant en train de diriger une procession religieuse dans la plus pure tradition élamite. De même, des inscriptions en élamite se retrouvent dans une tombe à Arjan près de Behbahan à l'est du Khuzistan, et sur d'autres sites archéologiques du sud-ouest iranien jusqu'à une grotte près de Khorramabad au Lorestan, montrant que ces régions sont alors occupées par des entités politiques marquées par la culture élamite.

## Les Élamites dans l'empire achéménide

### La mise en place de l'empire perse et l'Élam

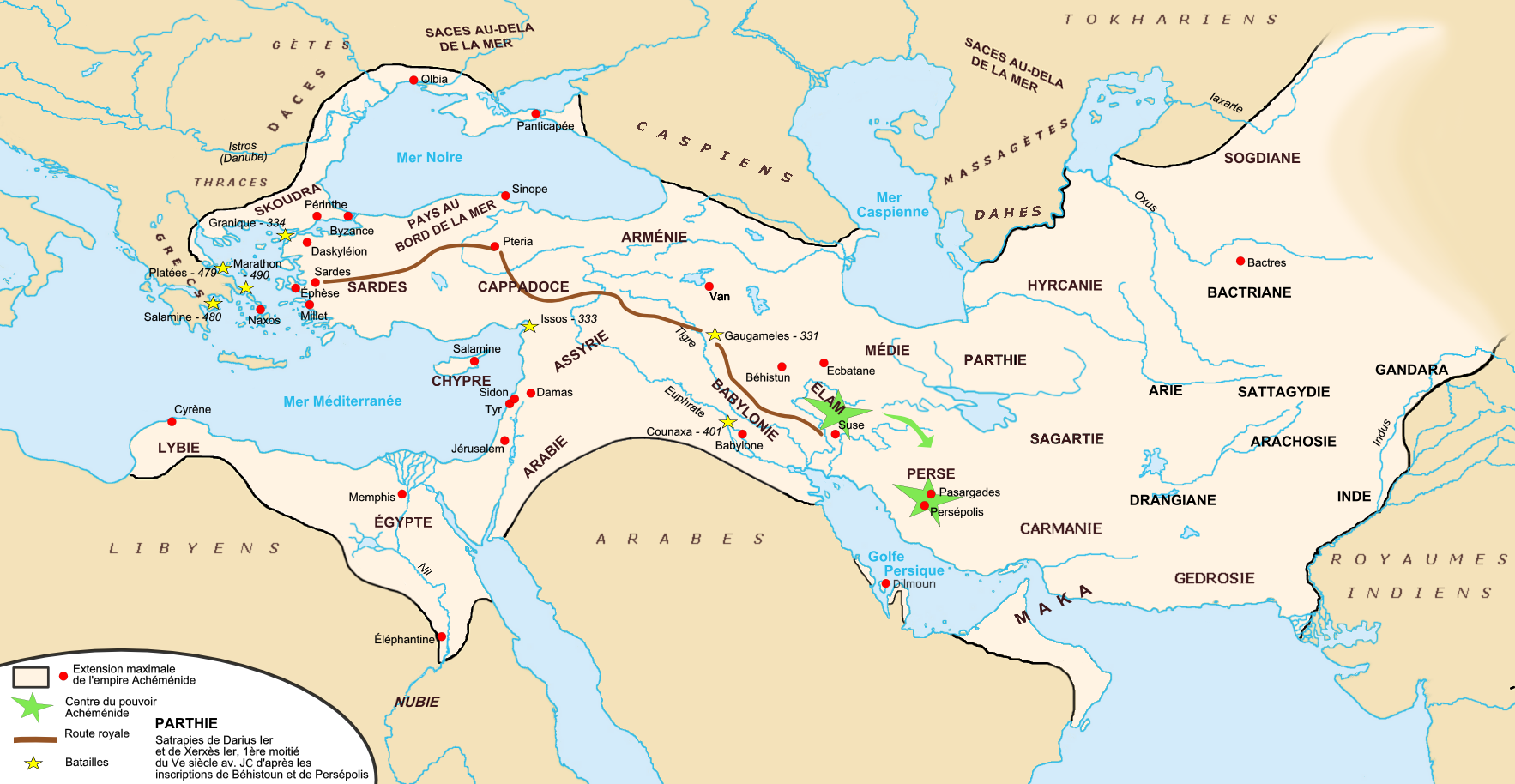
L'Empire achéménide sous Darius Ier.

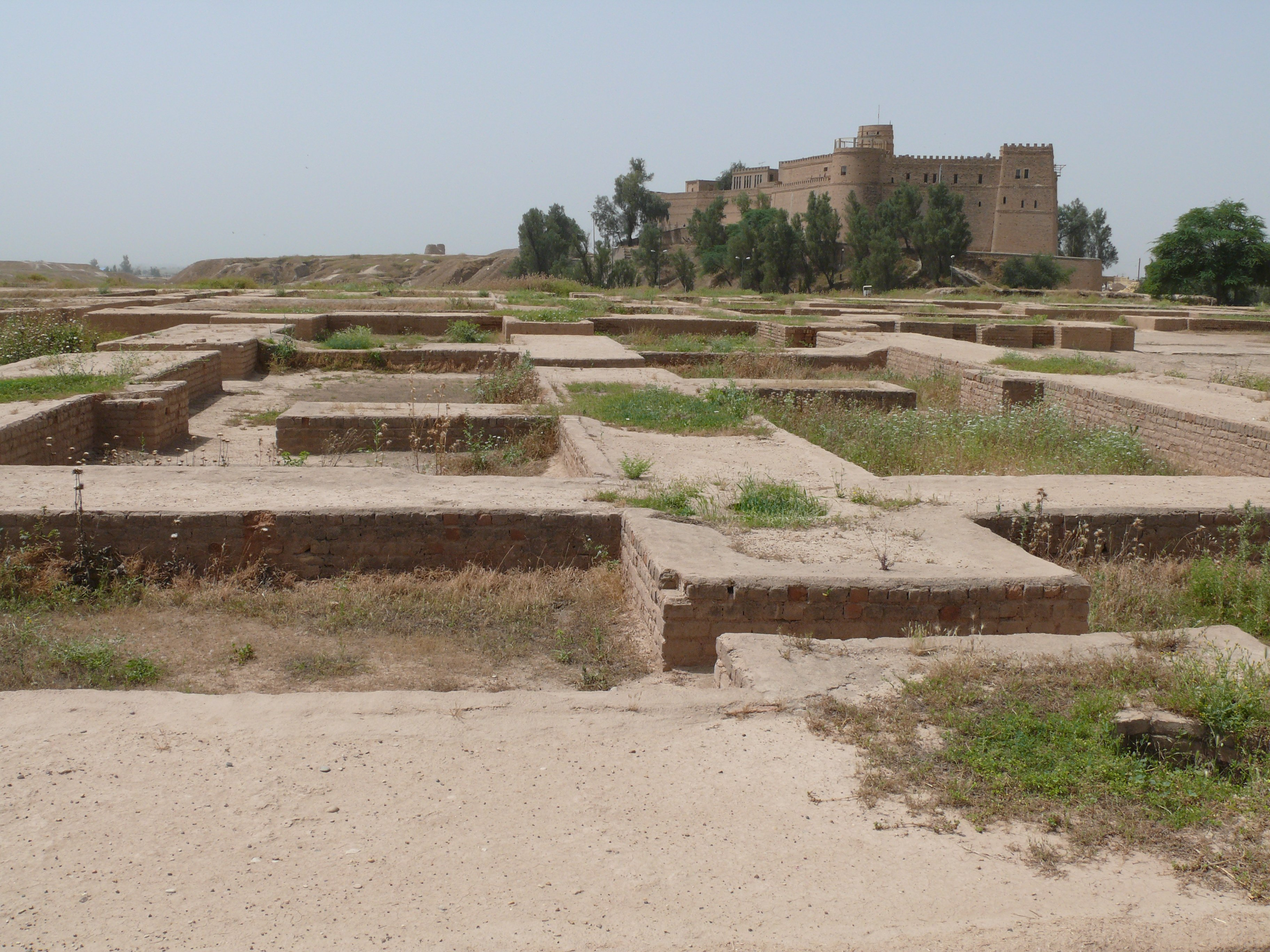
Ruines du palais royal achéménide de Suse, avec en arrière-plan le « château » des fouilleurs du site.

Comme il a été dit précédemment, les Perses arrivent dans les régions élamites orientales au début du Ier millénaire, et sont même perceptibles à Suse. Il y a manifestement un processus d'acculturation entre Élamites et Perses qui s'effectue à ce moment-là. Finalement, un royaume perse émerge autour d'une ancienne capitale élamite, Anzan, même si on ne connaît aucune construction perse sur ce site. C'est là qu'apparaît Cyrus II de la dynastie perse achéménide vers 576, qui est alors présenté comme « roi d'Anzan », « roi de Parsu » (Perse), ou même « roi d'Élam » dans une chronique mésopotamienne. Il profite du vide politique laissé par la disparition du grand royaume élamite après 646 pour devenir la principale puissance du sud-ouest iranien, avant de battre les Mèdes qui dominaient le nord-est, puis de prendre le royaume de Lydie puis celui de Babylone en 539, se constituant ainsi un vaste empire. On ne sait pas exactement de quand il faut dater la prise de contrôle de Cyrus sur les royaumes élamites voisins, dont celui de Suse. Cela se fait au plus tard en 539. Finalement, Cyrus déplace sa capitale à Pasargades, 40 kilomètres au nord-est d'Anzan.
Darius Ier (522-486), dont le règne est généralement vu comme l'apogée de l'empire perse achéménide, prend le pouvoir à la suite d'un coup d'État suivi de plusieurs conflits internes, comme on l'apprend dans l'inscription de Behistun dans l'actuelle province de Kermanshah. Il doit notamment faire face à une révolte en Élam, menées par un certain Hacina, qui n'est pas forcément un élamite mais pourrait être perse, qui est réprimée. Cela n'empêche pas une seconde rébellion menée par un dénommé Martiya, nom perse, qui se proclame « roi d'Élam », mais qui est finalement capturé et mis à mort par des Élamites, par crainte de représailles selon les propos de Darius. Après avoir stabilisé l'empire et effectué des conquêtes, Darius procède à des réformes administratives, établit une capitale à Persépolis, également dans la région d'Anzan, où ont été retrouvées des milliers de tablettes administratives rédigées pour la plupart en élamite. Cette langue est également employée dans des inscriptions royales retrouvées dans le Fars et en Élam, ce qui montre que des scribes élamites sont employés lors de la mise en place de l'administration achéménide dans ce qui est le cœur de l'empire. Plus tard, Darius fait de Suse, qui est alors la capitale de la satrapie de l'Élam, une de ses capitales, et y fait accomplir de nombreux travaux dominés par la construction son grand palais. Plusieurs de ses successeurs réalisent également des constructions dans cette ville. Sous Xerxès Ier, des troupes de la Susiane apparaissent parmi l'armée perse qui envahit la Grèce lors de la seconde guerre médique que décrit Hérodote, qui nomme les habitants de la région « Cissiens ».

### Évolutions culturelles
L'évolution des Élamites au contact des Perses est complexe à déceler, comme pour toute recherche sur l'« ethnicité » dans l'Antiquité. On a déjà pu noter que les contacts débutent bien avant le règne de Cyrus II, et qu'on peut dès ces périodes déceler un phénomène d'acculturation. Il y a probablement des alliances matrimoniales entre personnes de ces deux peuples qui vivent dans la même région, mais cela nous échappe. Les emprunts des uns aux autres sont complexes à déceler. Ils sont perceptibles dans l'art achéménide des débuts. Certains chercheurs ont aussi tenté de comparer les vêtements et parures des Perses et des Élamites sur les bas-reliefs de Persépolis et également sur ceux des palais assyriens de Ninive, mais il n'en ressort que des possibilités d'emprunts de certains types d'armes (comme une dague de type dit « élamite » que portent les Perses), et le mieux que l'on peut constater est que les deux peuples ne présentent pas de différences vestimentaires notables. En fin de compte, ce qui est le plus aisé à repérer est ce qui persiste de la culture élamite, notamment l'écriture cunéiforme en langue élamite, dont on perd cependant les traces après le Ve siècle. Les tablettes de Persépolis, datées de la fin du VIe siècle et du début du Ve, nous montrent que la religion élamite persiste dans l'ancienne région d'Anzan et ses alentours, car on y trouve les mentions de plusieurs anciennes divinités élamites et de rituels semblables à ceux connus pour les périodes précédentes. Ces éléments élamites côtoient des éléments religieux proprement perses, qui ont des parallèles avec le zoroastrisme, et il est bien difficile de déceler les échanges entre les deux. En fin de compte, si les éléments culturels élamites sont de moins en moins perceptibles au fil du temps, et s'évaporent après le Ve siècle alors qu'ils paraissent décisifs dans l'émergence de l'empire achéménide, rien n'indique que l'acculturation qui semble favoriser les éléments perses aboutisse à la disparition des Élamites, dont on trouve encore des traces aux périodes suivantes.

## Les dernières traces des Élamites

### Le sud-ouest iranien à l'époque hellénistique
L'empire achéménide est conquis entre 330 et 323 par le macédonien Alexandre le Grand. À sa mort, il est partagé après une série de conflits entre ses généraux, les Diadoques. Séleucos Ier (321-280) domine finalement autour de 300 la partie orientale qui comprend la Susiane et la Perse. Il frappe des pièces à son effigie dans des ateliers à Suse et Persépolis, les grandes villes de la région auxquelles lui et son fils Antiochos Ier (280-261) ajoutent plusieurs nouvelles fondations destinées à accueillir des colons grecs. Suse elle-même devient une cité grecque, refondée sous le nom de Séleucide de l'Eulaios. Elle connaît alors une phase d'hellénisation, attestée par la présence d'inscriptions grecques, mentionnant des magistrats et la construction de bâtiments caractéristiques de la civilisation grecque (gymnase, bouleutérion). À 40 kilomètres à l'est, un site cultuel important est bâti à Masjed-e Soleiman. Après plusieurs guerres contre l'Égypte des Ptolémées et des révoltes qui secouent leur empire, les rois Séleucides voient leur emprise sur la partie orientale de leur territoire s'effriter. Antiochos III (242-187) fait face à la révolte de Molon, satrape de Médie, qui manque de prendre le contrôle de toute la Susiane avant d'être vaincu. Finalement, le pouvoir séleucide est contesté en Iran par les Parthes venus des bords de la Caspienne, et l'un de leurs rois, Mithridate Ier, met la main sur la Susiane et les autres parties du sud-ouest iranien vers 140, avant d'envahir la Babylonie.

### L'Élymaïde

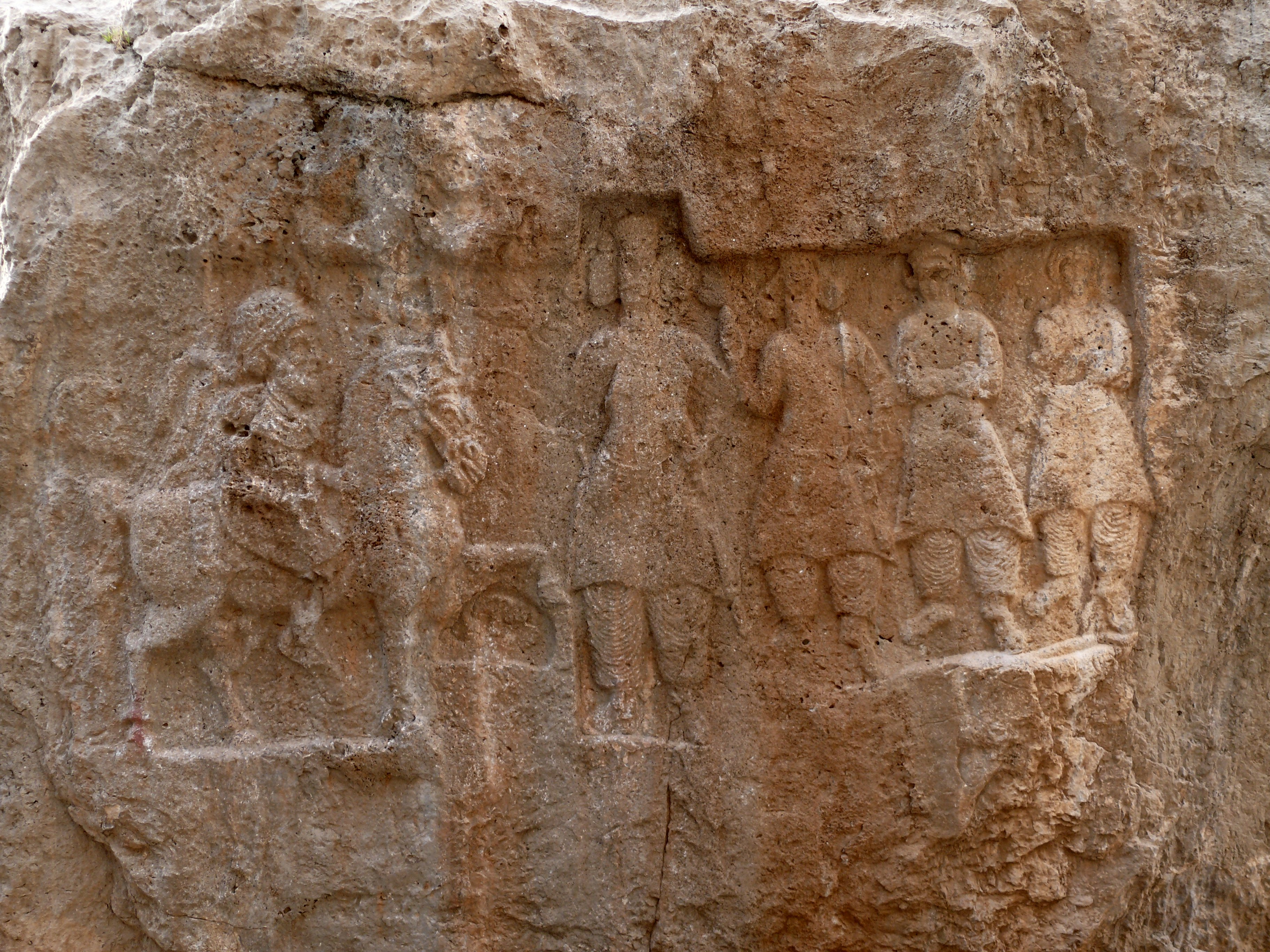
Soumission d'un prince élyméen au roi Mithridate Ier des Parthes, bas-relief rupestre d'Izeh.

C'est du règne d'Alexandre le Grand que date la première mention de l'Élymaïde, une région du sud-ouest iranien dont le nom est manifestement dérivé de celui de l'ancien Élam, dans un compte-rendu de l'amiral Néarque rapporté par le géographe grec Strabon. Cette région serait à situer vers le nord de la Susiane. Du reste, le terme Élam apparaît toujours dans des textes babyloniens en akkadien cunéiforme des périodes séleucide et parthe. L'Élymaïde et ses habitants, les Élyméens, réapparaissent en tant qu'archers auxiliaires des troupes d'Antiochos III et de Molon lors du conflit qui les opposent. Ce même roi séleucide, devant payer en 187 un tribut aux troupes romaines qui l'ont vaincu, décide de s'emparer du trésor d'un temple en Élymaïde dédié à un dieu que les sources grecques appellent Bel, dont on ne sait pas à quelle divinité locale il correspondait. Mais les habitants de la région s'y opposent et le mettent à mort. Son fils Antiochos IV, qui éprouve également des difficultés financières, tente à son tour de prendre les biens d'un temple de cette même région, dédié à Artémis selon les textes grecs (sans doute la déesse Nanaya mentionnée dans plusieurs inscriptions susiennes de la même époque), mais il est repoussé.
Finalement, l'Élymaïde se constitue en principauté locale, profitant des luttes entre Séleucides et Parthes dans les années 140. Le premier souverain élyméen connu est Kamniskirès I Nicéphore, dont le nom pourrait bien être élamite. Un texte babylonien cunéiforme de cette période mentionne même que les troupes élyméennes de ce roi, alors appelé de manière significative « Kammashkiri roi d'Élam », attaquent des villes de Babylonie. Mais les contre-attaques séleucides puis l'arrivée des Parthes qui prennent Suse font reculer les Élyméens, même si leur indépendance est préservée et que les rois parthes doivent encore les affronter quelques années plus tard. Le royaume d'Élymaïde réapparaît dans notre documentation vers 82/81 ou 79/78 dans les pièces émises au nom de Kamniskirès II et de son épouse Anzaze, qui montrent l'autonomie dont dispose ce territoire dans l'empire parthe, qui est une entité politique peu centralisée laissant beaucoup de place aux autonomies locales. Les sources babyloniennes de l'époque mentionnent un conflit entre ce roi et un roi parthe, sans doute Orodès Ier. Un roi élyméen suivant, sans doute Kamniskirès III, est connu pour avoir envoyé une ambassade au général romain Pompée lorsqu'il est en basse Arménie, sans doute pour chercher un allié contre les Parthes. Par la suite, les Élyméens semblent reprendre Suse aux Parthes vers le milieu du Ier siècle ap. J.-C. Une nouvelle dynastie de rois élyméens parvient au pouvoir, caractérisée par des noms différents, similaires à ceux des rois parthes (Orodès, Phraortès). Certains d'entre eux sont connus par des bas-reliefs rupestres qu'ils ont laissé, dont ceux de Tang-e Sarvak près de Behbahan dans le Khuzistan qui sont les plus remarquables. Par cette pratique comme d'autres aspects, les rois élyméens rappellent donc ceux de l'Élam antique, et plusieurs éléments suggèrent que l'on a encore affaire à des descendants d'Élamites, au moins sous les premiers souverains, même si leurs inscriptions sur monnaie ou rocher sont en grec puis en araméen.

### La fin des Élamites
Vers 221 ap. J.-C. le perse Ardashir Ier, fondateur de la dynastie des Sassanides, prend le contrôle du sud-ouest iranien, et une de ses inscriptions commémore la défaite d'un « roi d'Ahvaz » (une ville du Khuzistan) derrière lequel il faut peut-être reconnaître le dernier roi élyméen. Il s'empare ensuite de tout l'empire parthe, fondant un empire qui domine l'Iran et les pays voisins jusqu'aux invasions musulmanes du VIIe siècle ap. J.-C. À partir de cette période, les traces de l'ancien Élam se raréfient encore plus. Sous les premiers siècles de la période islamique, les auteurs arabes mentionnent la présence dans le Khuzistan de personnes parlant une langue qui leur est inconnue, et qui pourrait bien être une forme tardive de l'élamite. Les sources syriaques des Nestoriens de la région nous indiquent que ceux-ci sont organisés en un « diocèse d'Élam », ce qui montre une survivance de l'ancien nom géographique. Après le début du IIe millénaire ap. J.-C., on ne trouve plus de mention de ce mot, et les derniers locuteurs d'une langue élamite ont sans doute disparu définitivement.